# Kunstwerke in der „Ästhetik des Widerstands“

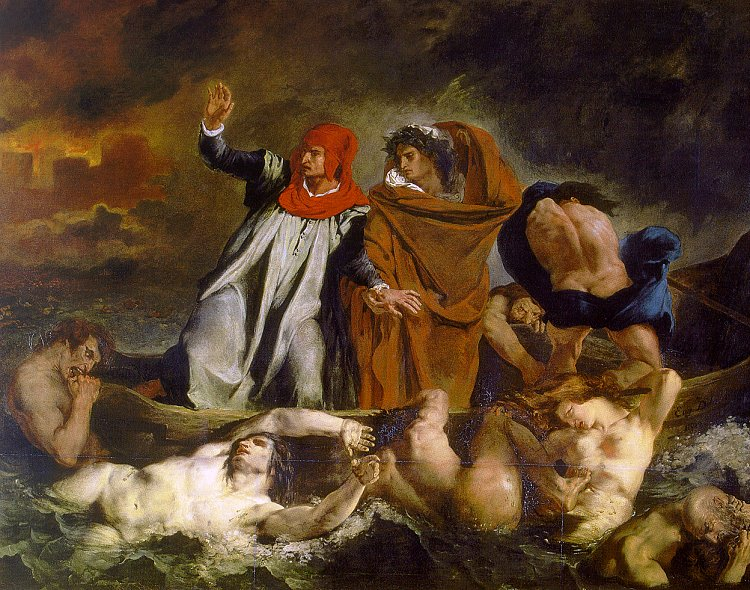
Eugène Delacroix: Die Dantebarke. Eines von über 100 erwähnten Kunstwerken und zugleich Sinnbild für den Einfluss von Dantes Divina Commedia

Die Vielzahl der Kunstwerke in der „Ästhetik des Widerstands“, die Peter Weiss in seinen Roman Die Ästhetik des Widerstands eingebunden hat, bilden eine Art musée imaginaire (erdachtes Museum) mit mehr als hundert benannten Künstlern und ebenso vielen Kunstwerken, hauptsächlich der Bildenden Kunst und der Literatur, aber auch der Musik und der Darstellenden Kunst.
Peter Weiss hat den dreibändigen, an die 1000 Seiten umfassenden Roman zwischen 1971 und 1981 geschaffen. Die Handlung ist zwischen 1936 und 1945 angesiedelt, Handlungsorte sind das nationalsozialistische Berlin, Spanien im Bürgerkrieg, Paris vor dem Zweiten Weltkrieg und Stockholm als einer der Zufluchtsorte der deutschen Exilanten. Die Figuren orientieren sich an realen Persönlichkeiten, die Hauptakteure organisieren sich in der Widerstandsgruppe der sogenannten Roten Kapelle. Darstellungen von Künstlern, Kunstwerken, deren Zusammenhänge und Hintergründe sind in den Handlungsstrang einbezogen und bilden ein Netz gegenseitiger Verflechtungen. Die Rezeption erfolgt in vielschichtigen Betrachtungen durch die Protagonisten des Romans, durch den Bezug auf historische und politische Ereignisse, zu mythologischen Versatzstücken, zu Künstlerbiografien, zu Traumbildern oder im kritischen Hinterfragen:

„Wollen wir uns der Kunst, der Literatur annehmen, so müssen wir sie gegen den Strich behandeln, das heißt, wir müssen alle Vorrechte, die damit verbunden sind, ausschalten und unsre eignen Ansprüche in sie hineinlegen. Um zu uns selbst zu kommen (…), haben wir uns nicht nur die Kultur, sondern auch die gesamte Forschung neu zu schaffen, indem wir sie in Beziehung zu dem stellen, was uns betrifft.“

## Liste der Kunstwerke
Die folgende Aufstellung enthält etwa einhundert Kunstwerke der Bildenden Kunst, der Literatur und der Musik, die in der Ästhetik des Widerstands ausführlich besprochen, benannt, aufgezählt oder einbezogen sind. Zusätzlich sind Motive der Mythologie sowie Ereignisse und Orte, die im direkten Zusammenhang mit Peter Weiss’ Kunstrezeptionen stehen, in die Liste aufgenommen. Die Kunstwerke und Hintergründe sind weitgehend in der Reihenfolge ihres Auftretens im Buch angeordnet. Ausnahmen bilden Motive, die nach einer kurzen Erwähnung auf späteren Seiten eine genauere Beschreibung erfahren. Die im Roman dargestellten etwa einhundert Künstler finden sich in der Liste der Künstler in der „Ästhetik des Widerstands“.
Mit Anklicken des Pfeils in den Tabellenüberschriften kann die Liste anders sortiert werden, eine detaillierte Beschreibung der Sortiermöglichkeiten befindet sich im Anschluss an die Tabelle.
| Abbildung / Chronologie                | Künstler / Herkunft                                | Werk / Einordnung | Im Roman |
| -------------------------------------- | -------------------------------------------------- | --- | --- |
|                                        | Antike                                             | Pergamonaltar erste Hälfte des 2. Jahrhunderts v. Chr. Berlin, Pergamonmuseum Bauwerk Der Pergamonaltar ist ein monumentaler Altar, der unter Eumenes II. nahe der kleinasiatischen Stadt Pergamon errichtet wurde. Nach Ausgrabungen durch den deutschen Ingenieur Carl Humann ab 1878 wurde er nach Berlin überführt und dort in einem eigens errichteten Museumsbau ausgestellt. Der Altar ist gut 35 Meter breit und 33 Meter tief, der Sockel wird von einem Hochrelief umlaufen, mit dem der Kampf der Giganten gegen die olympischen Götter dargestellt wird. AedW I, S. 7–15, 36–53, 316 f., 328; AedW III, S. 20, 171 f., 187, 267 f. | ausführlich besprochen: Die Beschreibung des Pergamonaltars und der damit dargestellten Gigantomachie bildet die Einleitung des Romans. Die Protagonisten hinterfragen den Standpunkt des Betrachters: Die siegreichen Götter sehen sie als Sinnbilder der Herrschenden, die das monumentale Kunstwerk durch Ausgebeutete schaffen ließen, Krieg wird zum Mythos stilisiert. Sie selbst identifizieren sich mit den geschlagenen Kindern der Ge und diskutieren die Rolle des Herakles. Es folgen Reflexionen zur Bedeutung des Pergamonaltars in der Geschichte von Pergamon, der Ausgrabungen des Altars und der Überführung der Kunstschätze nach Deutschland. Ein Fazit des Ich-Erzähler ist, „dass Werke wie jene, die aus Pergamon stammen, immer wieder neu ausgelegt werden müssten, bis eine Umkehrung gewonnen wäre und die Erdgebornen aus Finsternis und Sklaverei erwachten und sich in ihrem wahren Ausehn zeigten.“ Weitere Gedankengänge zum Pergamonaltar werden im Verlauf des Romans aufgenommen und schließen das Gesamtwerk mit dem letzten Kapitel ab, so dass dieses Motiv den Roman gleichsam umrahmt.                                   |
|                                        | Griechische Mythologie                             | Gigantomachie Mythologie Die Gigantomachie ist der in der griechischen Mythologie durch Homer, Apollodor und andere beschriebene Kampf der Giganten, der Kinder der Erdmutter Ge, gegen die olympischen Götter. Mit Hilfe des sterblichen Helden Herakles siegten die Götter. AedW I, S. 7 ff. | besprochen oder erwähnt: Die Darstellung und Rezeption der Gigantomachie nimmt mit der Beschreibung des Pergamonaltars in der Einleitung einen zentralen Raum ein und wird in Details im Verlauf des Romans mehrfach aufgegriffen. Sie steht als Sinnbild für den Kampf der Widerständigen gegen den Faschismus. „Mit Steinen nur (…) können sie sich wehren gegen die Gepanzerten und Schwerbewaffneten, sie knien, kriechen, sie zerbrechen und fallen ins aufgerissene Straßenpflaster, preisgegeben den Wasserkanonen, Gasgranaten und Maschinengewehren. Sie sah den Kampf in unsrer okkupierten Stadt, unserem besetzten Land, und es half nichts, dass Ge um Erbarmen flehte für ihren Sohn Alkyoneus, er war in Athenas Gewalt, der tötende Biss der Schlange in dessen Brust genügte ihr nicht, sie wollte die restlose Zerfleischung. Zur Vernichtung verurteilt waren die Waffenlosen, die sich zusammenscharten hinter Barrikaden, von den Auserwählten, die sich imponierende Namen zugelegt und ringsum verbreitet hatten, dass sie unschlagbar waren, dass sie höchste Weltordnung im Sinn trugen.“                                               |
|                                        | Griechische Mythologie                             | Ge Mythologie Die Göttin Ge oder auch Gaia ist die Erdmutter oder personifizierte Erde der griechischen Mythologie. AedW I, S. 10 ff.; AedW III, S. 20 | besprochen oder erwähnt: Das Motiv der Ge wird zur Figur der Identifikation der Protagonisten: „Sie hatte Uranos, den Himmel, Pontos, das Meer, und alle Gebirge hervorgebracht. Sie hatte die Giganten, Titanen, Kyklopen und Erinnyen geboren. Dies war unser Geschlecht. Wir begutachteten die Geschichte des Irdischen.“ Das Bild wird im 3. Buch wieder aufgegriffen, als der Ich-Erzähler an seiner kranken Mutter das Gesicht der Ge wiedererkennt. |
|                                        | Griechische Mythologie                             | Herakles Mythologie Herakles oder auch Herkules ist ein für seine Stärke berühmter Heros der griechischen Mythologie, der als Unsterblicher in den Olymp aufgenommen wurde. Das mit ihm dargestellte Attribut ist, neben Keule, Bogen und Köcher, das Fell des Nemëischen Löwen, den er der Sage nach im Kampf besiegte. AedW I, S. 18–25, 62, 314 ff. AedW III, S. 169, 267 f. und weitere | ausführlich besprochen: Das Motiv des Herakles ist ein zentrales, wiederkehrendes Gleichnis und steht als kritisch hinterfragtes Symbol für die Unterdrückten oder die Arbeiterklasse. Das Fehlen seiner Figur im Pergamonaltar führt zu dem wiederkehrenden Element der Suche nach Herakles, die am Ende des Romans ihren Abschluss findet. |
|                                        | Antike                                             | Markttor von Milet um 120 v. Chr. Berlin, Pergamonmuseum Bauwerk Das Torgebäude ist ein römischer Torbau aus der kleinasiatischen Stadt Milet, das seit 1903 im Besitz der Antikensammlung Berlin ist. AedW I, S. 15, 324 f., 327 | besprochen oder erwähnt: Die Protagonisten besichtigen auch dieses Bauwerk bei ihrem Besuch im Pergamonmuseum. Die Geschichte der Stadt Milet wird an anderer Stelle des Romans bei der Darstellung der Antike als Reichtum anhäufende Sklavenhaltergesellschaft noch einmal aufgegriffen. |
|                                        | Altertum                                           | Ischtar-Tor 6. Jahrhundert v. Chr. Berlin, Pergamonmuseum Bauwerk Das Ischtar-Tor war eines der Tore in der Stadtmauer von Babylon, einer der bedeutendsten Städte des Altertums, und wurde unter Nebukadnezar II. errichtet. Es befindet sich seit 1930 in der Sammlung des Vorderasiatischen Museums im Südflügel des Pergamonmuseums. AedW I, S. 15 | besprochen oder erwähnt: Beim Besuch im Pergamonmuseum gehen die Protagonisten an diesem Bauwerk entlang, „noch ein paar Jahrhunderte tiefer geratend.“ |
|                                        | Paul Otto                                          | Wilhelm von Humboldt Denkmal 1883, Marmorstatue Berlin, Unter den Linden Bildende Kunst Denkmal für Wilhelm von Humboldt (1765–1835), Universalgelehrter, der insbesondere wegweisend für die Kulturwissenschaft und die Bildung gilt. AedW I, S. 15 | besprochen oder erwähnt: Bei ihrem Gang durch Berlin verweisen die Protagonisten mit einem Fingerzeig zu „den hoch in Sesseln mit Greifenfüßen thronenden, über aufgeschlagnen Büchern vor sich hinsinnenden Brüdern Humboldt“. |
|                                        | Reinhold Begas                                     | Alexander von Humboldt Denkmal 1883, Marmorstatue Berlin, Unter den Linden Bildende Kunst Denkmal für Alexander von Humboldt (1769–1859), Naturforscher, der wegen seiner Gelehrsamkeit auch „Weltwissenschaftler“ genannt wurde. AedW I, S. 15 | besprochen oder erwähnt: Bei ihrem Gang durch Berlin verweisen die Protagonisten mit einem Fingerzeig zu „den hoch in Sesseln mit Greifenfüßen thronenden, über aufgeschlagnen Büchern vor sich hinsinnenden Brüdern Humboldt“. |
|                                        | Arthur Rimbaud                                     | Une saison en enfer (Eine Zeit in der Hölle) 1873 Gedichtsammlung Literatur Die Gedichtsammlung gilt als hoch poetische Endabrechnung mit der eigenen Philosophie des zum Zeitpunkt der Entstehung 19-jährigen Rimbaud, aber auch als sprachlich dicht und schwer zugänglich. Rimbauds Werk hat die Literatur und die Kunst des 20. Jahrhunderts, insbesondere den Expressionismus und den Surrealismus, stark beeinflusst. AedW I, S. 58; AedW II, S. 68 | besprochen oder erwähnt: In der Fragestellung des Romans, welche Möglichkeiten die wenig gebildete Arbeiterklasse hat, sich Kultur anzueignen, diskutieren die Protagonisten am Beispiel Rimbauds die Verständlichkeit von Sprache im Verhältnis zu ihrer Banalisierung: „Beides ist richtig (…), sowohl der Griff, der uns den Boden wegreiße unter den Füßen, als auch das Bestreben, einen festen Grund herzustellen zur Untersuchung einfacher Tatsachen.“ Ein weiteres Mal findet das Werk Erwähnung im zweiten Band, als der Ich-Erzähler auf den Spuren verschiedener Künstler die Stadt Paris kennenzulernen sucht. |
|                                        | Ilja Repin                                         | Treidler an der Wolga 1870–1873, Öl auf Leinwand, 131,5 × 281 cm St. Petersburg, Russisches Museum Bildende Kunst AedW I, S. 60 Motivgruppe: Arbeit | besprochen oder erwähnt: als Beispiel des russischen Realismus: „Die Gesichter der zerlumpten, bärtigen Leibeigenen, die barfuß oder in zerrissnen Sandalen und Halmstiefeln durch den Ufersand stampften, waren erloschen, bar jeder Hoffnung.“ |
|                                        | Konstantin Sawizki                                 | Reparaturarbeiten an der Eisenbahn 1874, Öl auf Leinwand, 100 × 175 cm Moskau, Tretjakow-Galerie Bildende Kunst AedW I, S. 60 Motivgruppe: Arbeit | besprochen oder erwähnt: als Beispiel des russischen Realismus: „Es war das Jahr Achtzehnhundert Vierundsiebzig, als die Wegarbeiter an der staubigen Böschung, von Soldaten überwacht, sich über die vollbeladnen Karren stemmten. In der Öde, der Entwertung ihres Lebens hatten sie nie erfahren von den Revolutionen in Frankreich, von der Commune.“ |
|                                        | Wassili Perow                                      | Troika 1866, Öl auf Leinwand, 123,5 × 167,5 cm Moskau, Tretjakow-Galerie Bildende Kunst AedW I, S. 60 Motivgruppe: Arbeit | besprochen oder erwähnt: als Beispiel des russischen Realismus: „Die Kinder vorm Schlitten waren ausgemergelt, ihre Gesichtszüge wächsern, stumpf vor Erschöpfung.“ |
|                                        | Nikolai Yaroshenko                                 | Der Heizer 1878, Öl auf Leinwand, 124 × 89 cm Moskau, Tretjakow-Galerie Bildende Kunst AedW I, S. 60 Motivgruppe: Arbeit | besprochen oder erwähnt: als Beispiel des russischen Realismus: „(…) da war Jarosjenkos vor roter Glut versengter, in sich zusammengesunkener Heizer, eingesperrt in den niedrigen Ofenraum, das Schüreisen in den geschwollnen dick geäderten Händen haltend.“ |
|                                        | Gustave Courbet                                    | Die Steinklopfer 1849/50, Öl auf Leinwand, 165 × 257 cm ehemals Dresden, Gemäldegalerie; verbrannt Bildende Kunst AedW I, S. 60f. Motivgruppe: Arbeit | besprochen oder erwähnt: als Beispiel des französischen Realismus: „Auch den Steinklopfern von Courbet war keine Erleichterung beschieden, doch ihre Arbeit im Geröll war nicht mehr geprägt von Ausweglosigkeit.“ |
|                                        | Gustave Doré                                       | London: a pilgrimage 1872, Illustrationen in William Jerrolds Erzählung über London, insgesamt 180 Holzstiche Bildende Kunst AedW I, S. 61 Motivgruppe: Arbeit | besprochen oder erwähnt: als Beispiel für die Darstellung von Arbeitern und ihrer Lebenswelt: „… sie waren aber nicht der Verlassenheit von der Wet ausgesetzt, sondern schufteten in einem lebendigen Kreis.“ |
|                                        | Jean-François Millet                               | Ährenleserinnen (Des glaneuses) 1857, Öl auf Leinwand, 84 × 111 cm Paris, Musée d’Orsay Bildende Kunst AedW I, S. 61f. Motivgruppe: Arbeit | besprochen oder erwähnt: Beschreibung und Deutung des Gemäldes sowie des Motivhintergrunds im Zusammenhang mit Ausführungen zum Realismus, bei dem die Arbeitenden in Kunstwerken dargestellt und ihre Abbilder in die Salons der Gesellschaft gehoben werden: „indem er die verschwitzten Figuren, mit ihren erdigen Zügen, ihrem lehmigen Gewicht, wegnahm von dort, wo sie bisher anonym ausgeharrt hatten, und hinein versetzte zwischen die gepflegten Porträts, die Nymphen und Schäferinnen, tat er etwas, was dem revolutionären Anliegen gleichkam.“ |
|                                        | Jean-François Millet                               | Mann mit der Hacke 1863, Öl auf Leinwand, 80 × 99 cm USA, Privatsammlung Bildende Kunst AedW I, S. 62 Motivgruppe: Arbeit | besprochen oder erwähnt: Deutung des Gemäldes im Zusammenhang mit Ausführungen zum Realismus, bei dem die Arbeitenden in Kunstwerken dargestellt und ihre Abbilder in die Salons der Gesellschaft gehoben werden. |
|                                        | Jean-François Millet                               | Zwei Männer mit Spaten 1855/1856, Öl auf Leinwand, 81 × 100 cm Minnesota, Duluth Tweed Museum of Art Bildende Kunst AedW I, S. 62 Motivgruppe: Arbeit | besprochen oder erwähnt: Deutung des Gemäldes im Zusammenhang mit Ausführungen zum Realismus, bei dem die Arbeitenden in Kunstwerken dargestellt und ihre Abbilder in die Salons der Gesellschaft gehoben werden. |
|                                        | Jean-François Millet                               | Sämann 1850/1851, Öl auf Leinwand, 101 × 82,5 cm Boston, Museum of Fine Arts Bildende Kunst AedW I, S. 62 Motivgruppe: Arbeit | besprochen oder erwähnt: Deutung des Gemäldes im Zusammenhang mit Ausführungen zum Realismus, bei dem die Arbeitenden in Kunstwerken dargestellt und ihre Abbilder in die Salons der Gesellschaft gehoben werden. |
|                                        | Jean-François Millet                               | Beim Angelusläuten 1857/1859, Öl auf Leinwand, 55,5 × 66 cm Paris, Louvre Bildende Kunst AedW I, S. 62 Motivgruppe: Arbeit | besprochen oder erwähnt: Deutung des Gemäldes im Zusammenhang mit Ausführungen zum Realismus, bei dem die Arbeitenden in Kunstwerken dargestellt und ihre Abbilder in die Salons der Gesellschaft gehoben werden: „Doch nun waren sie nicht mehr abzuweisen, beängstigend, selbst wenn sie beim Abendläuten standen.“ |
|                                        | Léon Augustin Lhermitte                            | Die Bezahlung der Erntearbeiter 1892, Öl auf Leinwand, 214 × 272 cm Paris, Musée d’Orsay Bildende Kunst AedW I, S. 63 Motivgruppe: Arbeit | besprochen oder erwähnt: Aufgezählt als Beispiel für die Darstellung des Selbstbewusstseins der arbeitenden Klasse in Frankreich nach der Revolution: „Die Erntearbeiter auf dem Bild von Lhermitte bekamen vom Verwalter ihr Tagesgeld ausgezahlt, aufrecht stehend, ohne Demut.“ |
|                                        | Constantin Meunier                                 | Monument der Arbeit 1880, Bronze und Steinrelief Brüssel, Quartier de Laeken Bildende Kunst Das aus fünf Skulpturen und vier Reliefs (L’Industrie, La Mine, La Moisson et Les Dockers) bestehende Kunstwerk blieb bis zum Tod Meuniers 1905 unvollendet und wurde 1930 von dem Architekten Mario Knauer fertiggestellt. AedW I, S. 63 Motivgruppe: Arbeit | besprochen oder erwähnt: Aufgezählt als Beispiel für die Darstellung des Selbstbewusstseins der arbeitenden Klasse in Frankreich nach der Revolution: „Meuniers Grubenarbeiter, Hafenarbeiter ragten auf in Reglosigkeit, in tiefem Ernst, die Stärke durchdrang sie, die Hand aber erhoben sie nicht.“ |
|                                        | Wladimir Tatlin                                    | Monument für die Dritte Internationale (Tatlin-Turm), 1917, Modell-Entwurf verschollen Bauwerk Der Entwurf war als Sinnbild der neuen sowjetischen Gesellschaft gedacht und sah einen 400 Meter hohen Turm als maschinenbetriebenes Bauwerk vor, dessen Achse sich nach den Gestirnen ausrichten können sollte. Das fünf Meter hohe Modell erregte auf der Weltausstellung der dekorativen Kunst in Paris 1925 großes Aufsehen, wurde jedoch nicht realisiert. Es gilt als Architekturikone. AedW I, S. 66f. | inhaltlich einbezogen In der Diskussion der Protagonisten um die Bedeutung der russischen Avantgarde für die Revolution, ist dieser Entwurf ein nicht explizit genanntes Beispiel für die Grenzen, an die sie stieß: „Es war ein Revoltieren der Kunst, ein Aufstand gegen die Normen. Die Unruhe in der Gesellschaft, die latente Gewalt, der Drang nach einem Umbruch kam wohl zum Ausdruck, die Arbeiter und Soldaten aber, im November Siebzehn, hatten von diesen künstlerischen Gleichnissen nie was gesehn und vernommen.“ |
|                                        | Albrecht Dürer                                     | Der verlorene Sohn 1496/97, Kupferstich, 24,8 × 18,6 cm Bildende Kunst AedW I, S. 76 | besprochen oder erwähnt: Vergleich mit Dürers Graphik der Melencolia, die dieser 1514 geschaffen hat, es „wurde deutlich die Trennung angezeigt zwischen der hierarchischen Kunst und derjenigen, die ganz aus sich gestellt war und völlig allein ihre Wahl zu treffen hatte.“ Dabei wird Der verlorene Sohn der christlichen Ikonografie zugeordnet, die Melencolia hingegen neuplatonischen Ideen. Das Bild der Melencolia wird im dritten Band des Romans wieder aufgegriffen. |
|                                        | Griechische Mythologie                             | Mnemosyne Mythologie Mnemosyne gilt als Göttin der Erinnerung und Mutter der neuen Musen. AedW I, S. 77; AedW III, S. 134 | besprochen oder erwähnt: Sie wird den faschistischen Bilderstürmern und Bücherverbrennungen gegenübergestellt: „Sie schützt das, was in den Gesamtleistungen unser eignes Erkennen enthält. Sie flüstert uns zu, wonach unsre Regungen verlangen. Wer sich anmaßt, dieses aufgespeicherte Gut zu züchten, zu züchtigen, der greift uns selbst an und verurteilt unser Unterscheidungsvermögen.“ Gegen Ende des Romans wird der Schutzcharakter der Erinnerung und deren Bedeutung für die Kunst noch einmal aufgegriffen: Die Mneme, beschützt von der Göttin Mnemosyne, leite uns zu den künstlerischen Handlungen an, und je mehr wir von den Erscheinungen der Welt in uns aufgenommen hätten, zu desto reichern Kombinationen könnten wir sie bringen, zu der Vielfalt eben, aus der sich der Stand unsrer Kultur ablesen lasse. |
|                                        | Dante Alighieri                                    | Divina Commedia (Die göttliche Komödie) 1307–1321, Verserzählung Literatur Die göttliche Komödie gilt als eines der Hauptwerke der Weltliteratur. Es handelt von der Reise eines Ich-Erzählers durch die drei Reiche der Toten: die Hölle, das Fegefeuer bis zum Paradies. AedW I, S. 79 ff. | ausführlich besprochen: Die Göttliche Kommöde nimmt eine zentrale Stellung ein, da sie nicht nur ausführlich besprochen wird, sondern Peter Weiss’ Roman selbst in Teilen an eine Wanderung durch Welten erinnert. Die Protagonisten reflektieren über die Erkenntnisse und Welten, die sich ihnen mit Dante öffnen und damit über die Bedeutung der Bildung für die Arbeiterklasse: „Es reichte ja nicht, darauf aufmerksam zu machen, dass die Bibliotheken offen standen, erst musste die generationsalte Zwangsvorstellung, dass das Buch für dich nicht da war, überwunden werden.“ |
|                                        | James Joyce                                        | Ulysses 1914–1921, Roman Literatur Der Roman gilt als eines der bedeutendsten Werke der irischen Literatur und beschreibt in 18 Episoden den 16. Juni 1904, einen Tag im Leben des Anzeigenakquisiteurs Leopold Bloom. In Anlehnung an Homers Irrfahrten des Odysseus irrt der Protagonist durch Dublin. AedW I, S. 79 | besprochen oder erwähnt: Ulysses wird von den Protagonisten als ebenso beunruhigend, rebellisch, formal und thematisch fremd eingeordnet wie Dantes Divina Commedia und damit zu ihr ins Verhältnis gesetzt. |
|                                        | Piero della Francesca                              | Auffindung und Prüfung des wahren Kreuzes aus dem Zyklus Die Legende vom wahren Kreuzes um 1466, Fresko, 356 × 747 cm Arezzo, San Francesco Bildende Kunst Der zehnteiligen Zyklus stellt die Geschichte des Kreuzes Christi nach der Legenda aurea von Jacobus de Voragine dar. Herausgegriffen werden drei der zehn Szenen. Diese stellt die nach Arezzo verlagerte, mutmaßliche Ausgrabung der Kreuze von Golgota im Jahr 324 dar. Das Kreuz Christi kann daran identifiziert werden, dass es einen Toten zum Leben erweckt. AedW I, S. 84 | besprochen oder erwähnt: Die Protagonisten stellen Überlegungen zur Klassentrennung an, die in den Bildern angelegt ist, und hinterfragen, welchen Lehrstoff für sie selbst als Suchende, die exklusive, anspruchsvolle Kunst der Herrschenden und Bevorzugten bieten kann. An dieser sind es die „geometrisch ausgefallteten Gemäuer“ der Stadtansicht von Arezzo, „das Grünblau des Himmels, das vom merkwürdig unversehrten Boden aufgenommen wurde, dies alles war von einem Sehn, das jede Emotion vermied.“ |
|                                        | Piero della Francesca                              | Der Sieg Konstantins über Maxentius aus dem Zyklus Die Legende vom wahren Kreuzes um 1466, Fresko, 329 × 747 cm Arezzo, San Francesco Bildende Kunst Der zehnteiligen Zyklus stellt die Geschichte des Kreuzes Christi nach der Legenda aurea von Jacobus de Voragine dar. Herausgegriffen werden drei der zehn Szenen. Diese stellt die Schlacht an der Milvischen Brücke im Jahr 312 dar, in der der römische Kaiser Konstantin der Große seinen Rivalen Maximus besiegt. Sie gilt als Einleitung der konstantinischen Wende, mit dem das Christentum zum Aufstieg kam. AedW I, S. 84 Motivgruppe: Krieg | besprochen oder erwähnt: Die Protagonisten stellen Überlegungen zur Klassentrennung an, die in den Bildern angelegt ist, und hinterfragen, welchen Lehrstoff für sie selbst als Suchende, die exklusive, anspruchsvolle Kunst der Herrschenden und Bevorzugten bieten kann. Dabei sind es insbesondere die beiden Schlachtengemälde des Zyklus und die konstruierte Darstellung der Soldaten, die ihre Aufmerksamkeit erhalten. |
|                                        | Piero della Francesca                              | Die Schlacht zwischen Heraklius und Chosroes aus dem Zyklus Die Legende vom wahren Kreuzes um 1466, Fresko, 329 × 747 cm Arezzo, San Francesco Bildende Kunst Der zehnteiligen Zyklus stellt die Geschichte des Kreuzes Christi nach der Legenda aurea von Jacobus de Voragine dar. Herausgegriffen werden drei der zehn Szenen. Diese stellt eine Schlacht um das christliche Kreuz aus dem Jahr 627 dar, in der der persische König Chosrau II. vom oströmischen Kaiser Herakleios besiegt wird. AedW I, S. 85 Motivgruppe: Krieg | besprochen oder erwähnt: Die Protagonisten stellen Überlegungen zur Klassentrennung an, die in den Bildern angelegt ist, und hinterfragen, welchen Lehrstoff für sie selbst als Suchende, die exklusive, anspruchsvolle Kunst der Herrschenden und Bevorzugten bieten kann. Dabei sind es insbesondere die beiden Schlachtengemälde des Zyklus und die konstruierte Darstellung der Soldaten, die ihre Aufmerksamkeit erhalten. |
|                                        | Hieronymus Bosch                                   | Heuwagen-Triptychon um 1490, Öl auf Holz, Mittelteil 135 × 100 cm Madrid, Prado Bildende Kunst AedW I, S. 86 | inhaltlich einbezogen: Beispiel einer Aufzählung, in der Peter Weiss darlegt, wie die Gesichter der Knechte und Mägde in den Werken hervortraten, die doch den Bevorzugten gewidmet waren: „Bei Mantegna und Masaccio, Grien, Grünewald und Dürer, bei Bosch, Brueghel und Goya traten die Arbeitenden schon in den Vordergrund.“ Der Heuwagen von Bosch ist nicht explizit genannt, der Hintergrund ergibt sich aus dem Epitaph über Hodanns Leben, dem Denkmal, das Peter Weiss dem Arzt und Sexualpädagogen Max Hodann in dem Roman setzen wollte, jedoch in der veröffentlichten Fassung nicht aufgenommen wurde. |
|                                        | Nicolas Poussin                                    | Et in arcadia ego 1637–1638, Öl auf Leinwand, 87 × 120 cm Paris, Louvre Bildende Kunst Das vielfach in der Kunst aufgegriffene Motiv, in dem die Hirten Arkadiens mit dem Tod konfrontiert werden, wird mit der Phrase Auch ich war in Arkadien übersetzt und läuft auf die weitere Phrase Bedenke, dass du sterben musst hinaus. AedW I, S. 86; AedW II, S. 31 | besprochen oder erwähnt: Beispiel einer Aufzählung, in der Peter Weiss darlegt, wie die Gesichter der Knechte und Mägde in den Werken hervortraten, die doch den Bevorzugten gewidmet waren: „Die Hirten und Fischer, die ihre dekorativen Funktionen hingenommen hatten, verloren plötzlich, in Bildern von Poussin, ihre Einfalt und Sanftmut (…).“ An späterer Stelle entwickelt Peter Weiss, aus der Deutung, dass das Goldene Zeitalter schon den Schreckensmoment der Entdeckung des Grabmals und die resignative Erfahrung des Naturgesetzlichen enthält, den Einfluss auf Géricaults Gemälde Floß der Medusa. |
|                                        | Georges de La Tour                                 | Joseph als Zimmermann um 1640, Öl auf Leinwand, 137 × 101 cm Paris, Louvre Bildende Kunst AedW I, S. 86 Motivgruppe: Arbeit | inhaltlich einbezogen: Beispiel einer Aufzählung, in der Peter Weiss darlegt, wie die Gesichter der Knechte und Mägde in den Werken hervortraten, die doch den Bevorzugten gewidmet waren: „Ein Schmied, ein Tischler wurden bei La Tour mit ihrer Arbeit so überragend, dass sie den Bildraum allein (…) einnahmen.“ |
|                                        | Jean Siméon Chardin                                | Die Wäscherin 1733, Öl auf Leinwand, 37 × 42,5 cm St. Petersburg, Eremitage Bildende Kunst AedW I, S. 86 Motivgruppe: Arbeit | inhaltlich einbezogen: Beispiel einer Aufzählung, in der Peter Weiss darlegt, wie die Gesichter der Knechte und Mägde in den Werken hervortraten, die doch den Bevorzugten gewidmet waren: „Vermeer, Chardin behielten Reife, Schönheit nicht den Oberen vor, sondern ließen sie der Näherin, der Wäscherin, der Magd zukommen.“ |
|                                        | Jan Vermeer                                        | Dienstmagd mit Milchkrug 1658–1660, Öl auf Leinwand, 45 × 41 cm Amsterdam, Rijksmuseum Bildende Kunst AedW I, S. 86 Motivgruppe: Arbeit | inhaltlich einbezogen: Beispiel einer Aufzählung, in der Peter Weiss darlegt, wie die Gesichter der Knechte und Mägde in den Werken hervortraten, die doch den Bevorzugten gewidmet waren: „Vermeer, Chardin behielten Reife, Schönheit nicht den Oberen vor, sondern ließen sie der Näherin, der Wäscherin, der Magd zukommen.“ |
|                                        | Giotto di Bondone                                  | Die Verkündung an Anna aus dem Zyklus Szenen aus dem Leben Jesu und dem Leben der heiligen Jungfrau Maria und ihrer Eltern 1304–1306, Fresko, 38 Szenen Padua, Arenakapelle Bildende Kunst AedW I, S. 88 f. | besprochen oder erwähnt: Sinnbild im Traum des Ich-Erzählers, in der er die Bilder seiner kargen Wohnung mit dem Zyklus von Bondone übereinsetzt und eine surreale Szene entsteht. In den Erinnerungen an die Eltern erscheint der Vater als Joachim und die Mutter als Anna: „Meine Mutter kniete, im langen braunen Unterrock, wie Anna, der durch die Wand hindurch etwas verkündigt wurde, auf dem Fußboden, vor dem Holzgestell, das mein Bett war.“ |
|                                        | Giotto di Bondone                                  | Der Tod des Edlen von Celano aus dem Zyklus Die Legende des heiligen Franziskus 1297–1300, Fresko, 28 Szenen Assisi, Basilika San Francesco Bildende Kunst AedW I, S. 88 f. | besprochen oder erwähnt: Sinnbild im Traum des Ich-Erzählers, in der verschiedene Fresken in die Bilder des Ich-Erzählers einfließen, hier geht die karge leergeräumte Wohnung zu einer Projektion des gedeckten Tischs über. |
|                                        | Giotto di Bondone                                  | Heiliger Franz im feurigen Wagen aus dem Zyklus Die Legende des heiligen Franziskus 1297–1300, Fresko, 28 Szenen Assisi, Basilika San Francesco Bildende Kunst AedW I, S. 89, 92 | besprochen oder erwähnt: Sinnbild im Traum des Ich-Erzählers mit einem surrealen Auferstehungsbild des Vaters aus dem Küchenfussboden und einer Flugvision: „Vom ersten Knacken an wusste ich schon, dass jemand dort vergraben lag, und als die losgebrochne Planke seitwäts aufklappte, erkannte ich auch sogleich die über und über verstaubte hand meines Vaters, mit dem breiten Gelenk, den kräftigen Knöcheln, sein Arm tauchte auf aus dem Mörtel, sein Gesicht lag noch im Werg, das zwischen die Bohlen gestopft war, ich wollte ihm helfen, doch ich hing so weit aus dem Fenster, dass die nächste Regung mich hinauswerfen würde.“ |
| Titel von Wilhelm Meisters Wanderjahre | Johann Wolfgang von Goethe                         | Wilhelm Meisters Wanderjahre 1821/29, Roman Literatur AedW I, S. 134 | besprochen oder erwähnt: Beispiel für die Spanne des Gesellschaftsromans, in der sich das Bildungsbürgertum darstellt: „Weil von Wilhelm Meister an bis zu den Buddenbrooks die Welt, die in der Literatur den Ton angab, gesehn wurde durch die Augen derer, die sie besaßen, konnte das Hauswesen mit solcher Liebe zum Detail und die Persönlichkeit im Reichtum aller Entwicklungsstadien umfasst werden.“ |
|                                        | Thomas Mann                                        | Buddenbrooks 1901, Roman Literatur AedW I, S. 134 | besprochen oder erwähnt: Beispiel für die Spanne des Gesellschaftsromans, in der sich das Bildungsbürgertum darstellt: „Weil von Wilhelm Meister an bis zu den Buddenbrooks die Welt, die in der Literatur den Ton angab, gesehn wurde durch die Augen derer, die sie besaßen, konnte das Hauswesen mit solcher Liebe zum Detail und die Persönlichkeit im Reichtum aller Entwicklungsstadien umfasst werden.“ |
|                                        | Pierre-Nolasque Bergeret                           | Colonne Vendôme 1806–1810, Siegessäule Paris, Place Vendôme Bildende Kunst Die 44 Meter hohe Säule mit einer Statue Napoleon I. wurde während des Aufstands der Pariser Kommune am 16. Mai 1871 gestürzt. AedW I, S. 152f. Motivgruppe: Widerstand / Erhebung | besprochen oder erwähnt: Beschreibung des Sturzes: „Im Geröll, in einer Wolke von Staub, lag der Imperator, mit Toga und Lorbeerkranz. Sein Betrug an der Revolution war gesühnt worden.“ |
| Abbildung                              | John Heartfield                                    | Der Sinn des Hitlergrusses. Motto: Millionen stehen hinter mir 1932, Fotomontage, 36,2 × 26,67 cm Bildende Kunst AedW I, S. 158 | inhaltlich einbezogen: Beispiel der kulturellen Beiträge in der Arbeiter Illustrierten (AIZ). |
|                                        | Hintergrund                                        | Dringender Appell 1932, Aufruf Mit dem Dringenden Appell riefen im Juni 1932 bekannte Persönlichkeiten zu einer taktischen Kooperation von SPD und KPD gegen die erstarkende NSDAP auf. AedW I, S. 158 f. | besprochen oder erwähnt: Aufzählung von Künstlern, die den dringenden Appell unterstützten, sowie Einbeziehung späterer Aufrufe, die durch Willi Münzenberg, Herausgeber der AIZ, initiiert wurden. |
|                                        | Hintergrund                                        | Lutetia-Kreis 1935–1937, Zusammenschluss Der Lutetia-Kreis war ein Komitee aus Künstlern und Politikern verschiedener Strömungen, vornehmlich aus dem SPD- und KPD-Umfeld, die sich zwischen 1935 und 1937 zu mehreren Tagungen im Hôtel Lutetia in Paris zusammenfanden, um einen antifaschistischen Konsens gegen das NS-Regime zu finden. Ae dW I, S. 159, S. 167 f. | besprochen oder erwähnt: Aufzählung von Künstlern, die am Lutetia-Kreis teilnahmen und Anspielung auf Heinrich Heines Essay Lutetia. |
|                                        | Klaus Neukrantz                                    | Barrikaden am Wedding 1931, Roman einer Strasse aus den Berliner Maitagen, Literatur Roman über die Mai-Unruhen vom 1. bis 3. Mai 1929 in Berlin AedW I, S. 161, 182 | besprochen oder erwähnt: Beschreibung der Mai-Unruhen in Anlehnung und Besprechung des Romans von Neukrantz Der Roman wird anschließend noch einmal aufgegriffen und verglichen mit Kafkas Das Schloss. Dieser ist die zielgerichtete Darstellung eines historischen Ereignisses, Kafka hingegen durchdenkt das Thema labyrinthhaft. Die Bücher „zeigten deutlich, wie die Verschiedenheiten voneinander abhängig waren, wie sie einander ergänzten und ohne einander nicht auskommen konnten.“ |
|                                        | Heinrich Heine                                     | Lutetia 1854, Essay über Politik, Kunst und Volksleben Literatur In diesem Essay beschreibt Heine sein ambivalentes Verhältnis zur marxistischen Philosophie, deren Anliegen er anerkennt und durch die er dennoch die Zerstörung seiner Kulturwerte befürchtet. AedW I, S. 164 | besprochen oder erwähnt: Auszug aus dem Werk Heines als ironische Anspielung an die Teilnehmer des Lutetia-Kreises: „Nun einmal unter besten Absichten versammelt, hätten sie, wären sie hellhörig gewesen, vernommen, was Heine ihnen zu sagen hatte, (…) auf die Epoche einging, in der die finsteren Bilderstürmer, die Kommunisten, zur Herrschaft gelangen, alle Marmorstatuen de Schönheit zerbrechen, alles Flitterwerk der Kunst zertrümmern, des Dichters Lorbeerhaine fällen und dort Kartoffeln anpflanzen und aus seinen Poesiebüchern Tüten drehen würden, um Kaffee darin und Schupftabak zu verwahren.“ |
|                                        | George Grosz                                       | Café 1919, Öl auf Leinwand Bildende Kunst AedW I, S. 169f. | inhaltlich einbezogen: Beispiel für Kunst, die die Gefühle des Ich-Erzählers ausdrücken könnte, den Hass gegen Habgier und Eigennutz, die mörderische Abscheu gegen Ausbeutung, Unterjochung und Folter: „Nur selten fanden wir diese Empfindung in der Kunst, der Literatur ausgedrückt, ansatzweise tauchte sie auf in den Bildern von Grosz und Dix, am nächsten kamen ihr Heartfields Collagen, eindeutig definiert trat sie uns dann in Lenins Aprilthesen entgegen.“ |
| Abbildung                              | Otto Dix                                           | Triumph des Todes 1934, Öl auf Leinwand Stuttgart, Kunstmuseum Bildende Kunst AedW I, S. 170 Motivgruppe: Schreckensbilder | inhaltlich einbezogen: Beispiel für Kunst, die die Gefühle des Ich-Erzählers ausdrücken könnte. |
| Abbildung                              | John Heartfield                                    | Krieg und Leichen – Die letzte Hoffnung der Reichen 1932, Fotomontage Bildende Kunst AedW I, S. 170 Motivgruppe: Krieg | inhaltlich einbezogen: Beispiel für Kunst, die die Gefühle des Ich-Erzählers ausdrücken könnte. |
|                                        | Pieter Brueghel der Ältere                         | Der Kampf zwischen Karneval und Fastenzeit 1559, Öl auf Holz, 118 × 164,5 cm Wien, Kunsthistorisches Museum Bildende Kunst AedW I, S. 172 | besprochen oder erwähnt: Beschreibung des Gemäldes in vielen Details, inhaltlich als ärmlicher Traum von Völlerei mit dem Schluss: „Von Vergnügen und Geselligkeit gab es in den Gemälden, die das Volksleben schilderten, nicht eine Spur.“ Peter Weiss vollzieht einen Bogen von insgesamt sieben Gemälden Pieter Brueghels zu Franz Kafkas Roman Das Schloss und leitet diesen Vergleich ein mit der Feststellung: „Brueghel und Kafka hatten Weltlandschaften gemalt, dünn, transparent, doch in Erdtönen, ihre Bilder waren gleichzeitig leuchtend und dunkel, sie wirkten massiv, schwer im Ganzen, glühend, überdeutlich waren sie in ihren Einzelheiten.“ |
|                                        | Pieter Brueghel der Ältere                         | Der düstere Tag 1565, Öl auf Holz, 118 × 163 cm Wien, Kunsthistorisches Museum Bildende Kunst AedW I, S. 174 | besprochen oder erwähnt: Aufgezählt als Beispiel der Darstellungen Brueghels von Landarbeitern, Handwerkern, Bauern und anderen, die sämtlich freudlos und von „fast blöder Stumpfheit“ gezeichnet sind, bei all ihren Tätigkeiten „ob sie, unter stürmischem Himmel Gerten von den Weidenbäumen schnitten (…)“ |
|                                        | Pieter Brueghel der Ältere                         | Turmbau zu Babel 1563, Öl auf Holz, 114 × 155 cm Wien, Kunsthistorisches Museum Bildende Kunst AedW I, S. 174 | besprochen oder erwähnt: Aufgezählt als Beispiel der Darstellungen Brueghels von Landarbeitern, Handwerkern, Bauern, „(…) ob sie, das ungeheure Gehäuse des Babylonischen Turms um die Felsgipfel bauten,“ |
|                                        | Pieter Brueghel der Ältere                         | Kreuztragung 1564, Öl auf Holz, 124 × 170 cm Wien, Kunsthistorisches Museum Bildende Kunst AedW I, S. 174 | besprochen oder erwähnt: Aufgezählt als Beispiel der Darstellungen Brueghels von Landarbeitern, Handwerkern, Bauern, „(…) ob sie, Jesus zur Kreuzigung führten,“ |
|                                        | Pieter Brueghel der Ältere                         | Bauerntanz 1568, Öl auf Holz, 114 × 164 cm Wien, Kunsthistorisches Museum Bildende Kunst AedW I, S. 174 | besprochen oder erwähnt: Aufgezählt als Beispiel der Darstellungen Brueghels von Landarbeitern, Handwerkern, Bauern, „(…) oder ob sie sich bei der Kirmes im Reigen drehten.“ |
|                                        | Pieter Brueghel der Ältere                         | Landschaft mit dem Sturz des Ikarus 1558, Öl auf Holz, 73,5 × 112 cm Brüssel, Musées royaux des Beaux-Arts de Belgique Bildende Kunst AedW I, S. 174 | besprochen oder erwähnt: Beschreibung des Gemäldes mit Hinweis auf die gleichgültige Haltung der Personen im Bild und die Darstellung des Aphorismus: „Kein Pflug bleibt stehn um eines Sterbenden willen. (…) Das eingeflochtene Motiv des Sprichworts richtete sich auf die Unerschütterlichkeit der irdischen Arbeit, hielt aber auch an deren Schwere und Freudlosigkeit fest.“ |
|                                        | Pieter Brueghel der Ältere                         | Der Bethlehemitische Kindermord 1565–1567, Öl auf Holz, 111 × 160 cm Wien, Kunsthistorisches Museum Bildende Kunst AedW I, S. 174f. Motivgruppe: Bethlehemitischer Kindermord | besprochen oder erwähnt: Beschreibung des Gemäldes mit dem Verweis auf die namenlose Verzweiflung und der Unentrinnbarkeit des Grauenhaften: „Was sich abspielte zwischen den Bewohnern und den Söldnern, die ihresgleichen waren, die nur, wie immer, den Befehl ihrer Oberen ausführten, war nicht zu ertragen, und es stand doch, in seiner andauernden Gestik des Entsetzens, des kalten Abschlachtens, eingestanzt für immer in der ikonenhaft weißen Fläche.“ Dieser Gedankengang wird weitergeführt bei der darauf folgenden Beschreibung von Franz Kafkas Roman Das Schloss: „Dieses überrascht werden unter vermeintlicher Obdach, dieser plötzliche Einbruch des Unvorstellbaren war auch in der Erzählung vom Landvermesser zu etwas Bestehendem geworden.“ |
|                                        | Franz Kafka                                        | Das Schloss unvollendeter Roman, 1922 Literatur Der Roman schildert den vergeblichen Kampf des Landvermessers K. um Anerkennung, durch ein geheimnisvolles System, das durch ein alles beherrschendes Schloss und dessen Vertreter dargestellt wird .AedW I, S. 178 ff. | ausführlich besprochen: Beschreibung und Ausführungen, welche Erkenntnisse der Ich-Erzähler für sich aus dem Roman zieht. Er sieht insbesondere in dem Nicht-Infragestellen der Herrschaft und der dadurch entstehenden Ausweglosigkeit, Parallelen zur Realität der Unterdrückten und Ausgebeuteten und dass eben dadurch die Situation entsteht, dass die Stellung, die ein jeder in der Gesellschaft einnimmt, nicht hinterfragt, sondern lediglich um deren Anerkennung gekämpft wird, selbst wenn es darum geht, beziehungslose Arbeiten zu verrichten: „Es wurde nur plötzlich der Eindruck erweckt, dass etwas Wichtiges, Folgenschweres vor sich ging, ein ungeheurer, weltweiter Betrieb, dem wir, als winzige Bestandteile des Maschinenparks zu dienen hatten. So klang die Stimme des Imperialismus dem, der bisher zu schwach gewesen war, Kenntnisse zu erwerben über die Zusammenhänge der ökonomischen Verläufe. Doch selbst, wenn wir uns Einblicke verschafft hatten, blieben auch wir noch von diesem Surren gleich weit entfernt, obgleich wir doch daran beteiligt waren, als Heizer, Mechaniker, Lastträger, Karrenschieber.“              |
|                                        | Romain Rolland                                     | Jean Christophe 1904–1912, Roman Literatur AedW I, S. 185 | besprochen oder erwähnt: Beispiel in der Entwicklung der Arbeiterbildung: „die Sprache, die zusammenhing mit unsern alltäglichen Handhabungen hatte sich erweitert, plötzlich verstanden wir Gedichte, die scheinbar nichts zu tun hatten mit unsern Stempelkarten, unsern Inventarlisten, unsern Lohnverhandlungen und Gewerkschaftstreffen.“ |
|                                        | André Gide                                         | Die Falschmünzer 1925, Roman Literatur AedW I, S. 185 | besprochen oder erwähnt: Beispiel in der Entwicklung der Arbeiterbildung. |
|                                        | Knut Hamsun                                        | Hunger 1890, Roman Literatur AedW I, S. 185 | besprochen oder erwähnt: Beispiel in der Entwicklung der Arbeiterbildung. |
|                                        | Elias Canetti                                      | Die Blendung 1931/32, Roman Literatur Die Hauptfigur dieses Romans, der Büchersammler Peter Kien, haust in seiner 25.000 Bände umfassenden Bibliothek. Mit der Gemeinheit des Lebens konfrontiert, verfällt er dem Irrsinn und verbrennt sich und seine Bücherwelt in einer Art Autodafé. AedW I, S. 186 | besprochen oder erwähnt: Beispiel in der Entwicklung der Arbeiterbildung: „Wir hatten stammelnd begonnen, und wir kehrten beim Lesen (…) immer wieder zum Nullpunkt zurück, wo unser eigenes Leben begonnen hatte. (…) Wenn die Bausteine Bücher waren für uns, so kam Prefessor Kien, Canettis Büchermensch, allerdings zwischen Literatur um.“ |
|                                        | Louis-Ferdinand Céline                             | Reise ans Ende der Nacht 1932, Roman Literatur AedW I, S. 186 | besprochen oder erwähnt: Beispiel in der Entwicklung der Arbeiterbildung: „Wenn Künstler, die aus dem Bürgertum stammten, ihrem Überdruss, ihrer Unzugehörigkeit Ausdruck gaben, so mochten sie mit dem Graben im individuellen Schmerz noch in ihrer Herkunft feststecken, mit dem Schreiben aber waren sie doch dabei, sich denen anzunähern, die in ihrer Tätigkeit einen unnötigen, luxuriösen Aufwand sahen.“ |
|                                        | Antoni Gaudí                                       | Sagrada Família unvollendete Basilika, 1882 begonnen Barcelona Bauwerk Der Bau der Basilika wurde von dem Architekten Francisco del Villars im neugotischen Stil begonnen. Ende 1883 übernahm Antoni Gaudí die Bauleitung und gestaltete die Entwürfe vollständig um. Statt Strebebogen und Stützpfeilern entwickelte er ein hyperbolisch-parabolisches Gewölbesystem in komplexer Struktur, das von baumartig verzweigten Säulen getragen wird. Gaudí starb 1926 an den Folgen eines Straßenbahnunfalls. Das Bauwerk blieb bis heute unvollendet. AedW I, S. 193-197, 199 f., 208 | ausführlich besprochen: Beschreibung des Bauwerks und Besprechung der politischen Widersprüche, über die der Ich-Erzähler bei der Besichtigung nachdenkt. Die Kathedrale steht als Sinnbild der „Banalität einer leeren verlogenen Religion“ und ist vergleichbar mit den Tendenzen der revolutionären Bewegung, die durch ihre Führung in kleinbürgerlichem Idealismus niedergehalten wird. |
|                                        | Antoni Gaudí                                       | Hoffnungsportal Ostfassade der Sagrada Família, 1891–1900 Barcelona Bildende Kunst AedW I, S. 208 Motivgruppe: Betlehemitischer Kindermord | besprochen oder erwähnt: Das mehrfach im Roman besprochene Motiv des Bethlehemitischen Kindermords findet sich auch an der Sagrada Família in einer Skulpturengruppe: „der gepanzerte Krieger, mit dem gusseisernen Schwert in der einen Hand, mit der andern das geraubte Kind hochschleudernd, die um Einhalt flehende Frau neben dem zu den schnatternden Gänsen herabhängenden Kinderleichnam.“ |
|                                        | Antoni Gaudí                                       | Casa Batlló 1877, Gebäude Barcelona, Passeig de Gràcia Bauwerk AedW I, S. 195 | besprochen oder erwähnt: Das Gebäude wird von den Protagonisten bei dem Aufenthalt in Barcelona ebenfalls besichtigt. |
|                                        | Antoni Gaudí                                       | Casa Milà 1906–1910, Gebäude Barcelona, Passeig de Gràcia Bauwerk AedW I, S. 195 | besprochen oder erwähnt: Das Gebäude wird von den Protagonisten bei dem Aufenthalt in Barcelona ebenfalls besichtigt. |
|                                        | Claude Joseph Rouget de Lisle                      | Marseillaise 1792, Lied, Französische Nationalhymne Musik AedW I, S. 208 | besprochen oder erwähnt: Auseinandersetzung um die Notwendigkeit von Parolen und deren Banalisierung der Zusammenhänge, in den Vergleich gesetzt zu Gaudís Sagrada Família: „Jede Bewegung brauchte ihre Vereinfachungen und Zusammenfassungen, auch der Text der Marseillaise, der Internationale besaß für die Betroffnen Worte, die sie längst auswendig kannten und doch immer wieder hören wollten.“ |
|                                        | Eugène Pottier (Text), Pierre Degeyter (Melodie)   | Die Internationale 1871 / 1888, Lied, Hymne der sozialistischen Arbeiterbewegung Musik AedW I, S. 208 | besprochen oder erwähnt: Auseinandersetzung um die Notwendigkeit von Parolen und deren Banalisierung der Zusammenhänge, in den Vergleich gesetzt zu Gaudís Sagrada Família: „Jede Bewegung brauchte ihre Vereinfachungen und Zusammenfassungen, auch der Text der Marseillaise, der Internationale besaß für die Betroffnen Worte, die sie längst auswendig kannten und doch immer wieder hören wollten.“ |
|                                        | Miguel de Cervantes                                | Don Quijote 1605 / 1615, Roman Literatur Mit dem sinnreichen Junker Don Quijote von der Mancha parodiert Cervantes die zeitgenössisch beliebten Ritterromane mit der Mahnung, wie deren übermäßige Lektüre den Verstand rauben könnten. AedW I, S. 208f., 242, 257 | inhaltlich einbezogen: Die Figur Don Quijote wird wiederholt aufgeführt, insbesondere während des Aufenthalts des Ich-Erzählers in Spanien: als Epos Spaniens, „in dem frenetisch nach der Überwindung des Bösen, nach Gerechtigkeit, nach Menschwürde gesucht wurde und in dem stets das Scheitern an der Falschheit, der Bosheit, dem Betrug überwog“, als Motiv eines Wandbild in Albacete, in Gedankengängen zu Heldeninszenierungen. |
|                                        | Hintergrund                                        | Internationale Brigaden Die Internationalen Brigaden waren Freiwilligenverbände, die im Spanischen Bürgerkrieg von 1936 bis 1938 auf der Seite der Spanischen Republik gegen die von Franco angeführten faschistischen Verbände der nationalspanischen Koalition kämpften. AedW I, S. 224 | besprochen oder erwähnt: Aufzählung von Künstlern, die sich den Internationalen Brigaden anschlossen oder diese unterstützten. |
|                                        | Richard Wagner                                     | Tannhäuser Ouvertüre 1842–1845, Oper Musik AedW I, S. 225 | besprochen oder erwähnt: Sinnbild in einer Versammlung von Internationalisten in einem ehemaligen Palast in Albacete, der als Krankenstation diente. Auf einem Kunstspielklavier wurde die eben dort vorhandene Rollenmusik von Wagner und anderen aufgelegt: „Die rote Fahne, die vom Glasdach hoch oben bis zur Galerie am ersten Stockwerk hinabhing, (…) war Bestandteil des Versuchs, eine Wandlung im Wesen des requirierten Bauwerks zu verursachen, die perforierten Rollen aber, die zu Beginn des Treffens in den Klavierkasten geschoben worden waren, hatten (…) eher die Gespenstigkeit festgehämmert.“ |
|                                        | Pietro Mascagni                                    | Cavalleria rusticana 1890, Oper Musik AedW I, S. 225 | besprochen oder erwähnt: Sinnbild in einer Versammlung von Internationalisten in einem ehemaligen Palast in Albacete, der als Krankenstation diente. Auf einem Kunstspielklavier wurde die eben dort vorhandene Rollenmusik von Mascagni und anderen aufgelegt. |
|                                        | Jean Sibelius                                      | Valse triste 1904, Walzer Musik AedW I, S. 225 | besprochen oder erwähnt: Sinnbild in einer Versammlung von Internationalisten in einem ehemaligen Palast in Albacete, der als Krankenstation diente. Auf einem Kunstspielklavier wurde die eben dort vorhandene Rollenmusik von Sibelius und anderen aufgelegt. |
|                                        | Giuseppe Verdi                                     | Marsch aus Aida 1871, Oper Musik AedW I, S. 256 | besprochen oder erwähnt: Sinnbild in einer Versammlung von Internationalisten in einem ehemaligen Palast in Albacete, der als Krankenstation diente. Auf einem Kunstspielklavier wurde zum Abschluss der Versammlung die eben dort vorhandene Rollenmusik von Verdi aufgelegt. |
|                                        | Francisco de Goya                                  | Los Caprichos 1796–1797, 80 Aquatinta-Radierungen Bildende Kunst Die Graphik-Serie mit zahlreichen Porträts ist eine Kritik am spanischen Gesellschaftsleben, insbesondere an Adel und Klerus. AedW I, S. 271 | besprochen oder erwähnt: Der Ich-Erzähler beschreibt seine Vorstellungen von Land und Republik Spaniens als unter anderem von Goyas satirischen Blättern der Caprichos geprägt. |
|                                        | Francisco de Goya                                  | Desastres de la Guerra 1810–1814, 82 Radierungen Bildende Kunst Die Radierungen aus der Serie Schrecken des Krieges schildern die Gräueltaten der Soldaten Napoleons im Kampf gegen die aufständische spanische Bevölkerung. AedW I, S. 271 Motivgruppe: Krieg | besprochen oder erwähnt: Die Vorstellungen des Ich-Erzählers von Land und Republik Spaniens sind unter anderem von Goyas Grafik-Serie der Desastres geprägt. Sie gelten im Roman als Metapher im Sinne des Titels des ersten Blatts der Serie Traurige Vorahnung davon, was geschehen muss. |
|                                        | Mittelalter                                        | Castillo de Dénia 11. und 12. Jahrhundert Dénia Bauwerk Das Castillo ist die Ruine einer aus der arabischen Zeit stammenden Festung auf dem Burgberg von Dénia. Die Frühgeschichte Dénias mit Einflüssen phönizischer, griechischer, karthagischer und römischer Siedler ist nicht nachgewiesen, ebenso umstritten ist die Vermutung, dass Dénia mit der Stadt Hemeroskopeion identisch ist oder der Name sich von einem phönizischen Diana-Tempel ableitet. AedW I, S. 314, 320 ff. | besprochen oder erwähnt: Beschreibung und Auseinandersetzung mit der spanischen Geschichte des Kolonialismus von der Antike über die Reconquista bis zum Spanischen Bürgerkrieg |
| Abbildung                              | Pablo Picasso                                      | Guernica 1937, Öl auf Leinwand, 349 × 776 cm Madrid, Museo Reina Sofía Bildende Kunst Das Gemälde entstand als Reaktion auf die Zerstörung der spanischen Stadt Guernica durch den Luftangriff der deutschen Legion Condor am 26. April 1937. AedW I, S. 332-337, 339 f., 343, 348; AedW II, S. 38, 57, 299 Motivgruppe: Betlehemitischer Kindermord Motivgruppe: Krieg Motivgruppe: Schreckensbilder | ausführlich besprochen: Besprechung und Deutung des Gemäldes sowohl anhand des durch Dora Maar fotografisch dokumentierten Entstehungsprozesses, der kunsthistorischen Debatte der Romangegenwart sowie im detaillierten Vergleich mit Mythen, Motiven und im Zusammenhang mit anderen Kunstwerken. „Am eindeutigsten hatte Picasso die Unmöglichkeit ausgedrückt, dem Erlebnis andrer Menschen gerecht zu werden, nur auf seine eignen Wahrnehmungen, seine subjektiven Assoziationen verließ er sich. Es ging ihm nicht darum, die Zahl der abgeworfnen Bomben, der zerstörten Häuser, der Verwundeten und Toten zu nennen. Das konnte an andrer Stelle nachgelesen werden. Er wartete, bis die Wolken des Rauchs, des Staubs sich zerteilt hatten, bis das Stöhnen und Schreien verstummt waren, dann erst, für sich, im Raum allein mit der Malfläche, fragte er sich, was Guernica war, und als es Gestalt annahm vor ihm, als offne Stadt, als Stadt der Werhlosen, wurde es zur ungeheuren Mahnung vor Heimsuchungen, wie sie dieser Art noch kommen konnten. Guernica stand am Anfang einer Reihe, deren Ende noch nicht abzusehn war.“                  |
|                                        | Griechische Mythologie                             | Nike Mythologie Die Siegesgöttin Nike ist in der Kunst fast ausnahmslos mit Flügeln dargestellt. AedW I, S. 333, 341 | besprochen oder erwähnt: Die Göttin Nike wird im Roman sowohl in Picassos Guernica erkannt, „Der wehenden Mähne entgegen streckte sich dieser Handklumpen am wolkenähnlichen Arm, tragend den ärmlichen Petroleumleuchter, (…) und es hatte was besondres auf sich mit diesem altertümlichen Licht, das mit solch ausholender Gebärde durch die enge Luke hineingestopen wurde von einer Nike, deren andre Hand in der Form eines Sterns zwischen den Brüsten ruhte.“ wie in der Gestalt der femme du peuple in Delacroix’ Die Freiheit führt das Volk: „… mit dem zur Seite gedrehten Gesicht der Nike gleichend, die ihr immenses Profil in Picassos Bildraum streckte. In ihrer fleischigen Fülle, die Faust um die schaft gezeichnete Schusswaffe geballt, den schweren Schenkel vorgestemmt, zeigte sie das Stadium an, in dem die Idee zur materiellen Gewalt wird.“ |
|                                        | Griechische Mythologie                             | Minotauros Mythologie Sohn der Königin Pasiphae von Kreta und dem kretischen Stier, mit dem Körper eines Menschen und dem Kopf eines Stiers geboren. AedW I, S. 334 ff. | besprochen oder erwähnt: In der Auseinandersetzung um Picassos Guernica wird die Darstellung des Stiers mit dem mythologischen Mischwesen des Minotauros übereingesetzt: „Und da der Stier immer menschlicher wurde, (…) meinten wir, im Taurus die Dauerhaftigkeit des spanischen Volks dargestellt zu sehn.“ Im Weiteren wird dessen Bedeutung in Picassos Motivwelt hinterfragt und zum weiteren Vergleich dessen Radierung Minotauromachie herangezogen. |
|                                        | Griechische Mythologie                             | Pegasos Mythologie Pegasos das Kind des Meeresgottes Poseidon und der Gorgone Medusa, er ist aus Medusas Nacken entsprungen, als diese durch den Heros Perseus geköpft wurde. Perseus aber konnte Medusa, deren Blick jeden zu Stein erstarren ließ, nur töten, indem er sie nur gespiegelt anschaute. AedW I, S. 334, 339 | besprochen oder erwähnt: In den ersten Fassungen von Picassos Guernica nahm Pegasos zunächst eine zentrale Darstellung ein, in der Endfassung schließlich fehlt er. Die Protagonisten diskutieren die Bedeutung dieses Fehlens und entwickeln ihn an der Mythologie weiter: „Sich abwendend von der Gorgo, nur in einem Spiegel ihr fratzenhaftes Antlitz auffangend, hatte Perseus sie getötet, und dieses Ausweichen war auch Picasso zu eigen. Die angreifende Gewalt blieb unsichtbar in seinem Bild. (…) Perseus, Dante, Picasso blieben heil und überlieferten, was ihr Spiegel aufgefangen hatte, das Haupt der Medusa, die Kreise des Inferno, das Zersprengen Guernicas.“ |
|                                        | Griechische Mythologie                             | Medusa Mythologie Medusa ist die Tochter der Meeresgottheiten Phorkys und Keto. Sie wurde aus Eifersucht von Pallas Athene in eine Gorgone, ein geflügeltes Ungeheuer mit Schlangenhaaren, Schuppenpanzer, glühenden Augen und heraushängender Zunge verwandelt. Der Anblick der Medusa ließ jeden zu Stein erstarren, als Schutz gegen Feinde, die sie ihrer Sterblichkeit wegen hätten töten können. AedW I, S. 339, AedW II, S. 14, S. 65 | besprochen oder erwähnt: Der Mythos der Medusa, in der Besprechung des Pegasos-Bildes aufgenommen, hat im Verlauf des Romans weitere Bezüge, so im Titel des Bildes von Géricault und im 2. Band in der Beschreibung der Stadt Paris. |
| Abbildung                              | Pablo Picasso                                      | Traum und Lüge Francos 1937, Radierungen, Bildtafeln mit 18 Bildern auf 2 Platten, 38 × 57 cm Bildende Kunst AedW I, S. 335 | besprochen oder erwähnt: Beschreibung und Einbeziehung der Radierungen in die Interpretation des Gemäldes Guernica: „In der Bildfolge (…) griff der molluskenhafte, mit Rüsseln besetzte Caudillo mit einer Spitzhacke zuerst das Bildnis der Künste an und brachte, von Stacheldraht umzäunt, dem Götzen des Geldes Opfer dar, dann nahm der Stier ihn wütend aufs Horn, und die tränenüberströmten Gesichter der Menschen hoben sich den Stationen des Duells auf Leben und Tod entgegen, bis am Ende nur noch die hockende Frau übrigblieb, vor der brennenden Ruine des Hauses, mit dem Leichnam des Kindes in den Armen.“ |
| Abbildung                              | Pablo Picasso                                      | Mutter mit totem Kind auf Leiter 1937, Zeichnung Madrid, Museo Reina Sofía Bildende Kunst AedW I, S. 335 Motivgruppe: (Betlehemitischer) Kindermord | besprochen oder erwähnt: Das Motiv einer Mutter mit totem Kind, im Besonderen in den Schreckensbildern des Betlehemitischen Kindermords, wird im Roman wiederholt aufgegriffen. In der Besprechung des Gemäldes Guernica bildet es eine ikonografische Überleitung zum Bild der Minotauromachie. In anderen Stellen des Romans findet sich das Motiv bei Pieter Brueghel, als Fresko von Giotto di Bondone in der Arenakapelle und als Skulpturengruppen an Antoni Gaudís Sagrada Família wieder. |
|                                        | Guido Reni                                         | Betlehemitischer Kindermord 1611–1612, Öl auf Leinwand, 268 × 170 cm Bologna, Pinacoteca Nazionale Bildende Kunst AedW I, S. 335 Motivgruppe: Betlehemitischer Kindermord | inhaltlich einbezogen: Das Motiv einer Mutter mit totem Kind, im Besonderen in den Schreckensbildern des Betlehemitischen Kindermords, wird im Roman wiederholt aufgegriffen. In der Besprechung des Gemäldes Guernica bildet es eine ikonografische Überleitung zum Bild der Minotauromachie. Das Gemälde von Reni dient hier als Beispiel, wie auch die bereits zuvor erwähnten Kunstwerke von Breughel und der Skulpturengruppe von Gaudí. |
|                                        | Nicolas Poussin                                    | Betlehemitischer Kindermord um 1628–1629, Öl auf Leinwand, 147 × 171 cm Chantilly, Musée Condé Bildende Kunst AedW I, S. 335 Motivgruppe: Betlehemitischer Kindermord | inhaltlich einbezogen: Das Motiv einer Mutter mit totem Kind, im Besonderen in den Schreckensbildern des Betlehemitischen Kindermords, wird im Roman wiederholt aufgegriffen. In der Besprechung des Gemäldes Guernica bildet es eine ikonografische Überleitung zum Bild der Minotauromachie. Das Gemälde von Poussin dient hier als Beispiel, wie auch die bereits zuvor erwähnten Kunstwerke von Breughel und der Skulpturengruppe von Gaudí. |
| Abbildung                              | Fernand Léger                                      | Akte im Wald 1909–1911, Öl auf Leinwand Otterlo, Rijksmuseum Kroller-Muller Bildende Kunst AedW I, S. 336 | besprochen oder erwähnt: Einbeziehung in die Interpretation des Gemäldes Guernica, insbesondere die Formensprache zwingt den Betrachter zum Bauen und Kombinieren. Der Blick wird wachgerissen. |
| Abbildung                              | Lyonel Feininger                                   | Die Kathedrale des Sozialismus 1919, Radierung Bildende Kunst AedW I, S. 336 | inhaltlich einbezogen: In der Beschreibung von Picassos Guernica nicht explizit genannt, dennoch als Beispiel vergleichend aufgeführt, wie unser Blick wachgerissen wird: „So eröffneten die Fluchtlinien der Konturen an Feiningers Häusern eine ganze Stadt“. |
|                                        | Franz Marc                                         | Der Turm der blauen Pferde 1913, Öl auf Leinwand, 200 × 130 cm ehemals Berlin, Kronprinzenpalast; seit 1945 verschollen Bildende Kunst AedW I, S. 336 | besprochen oder erwähnt: In der Beschreibung von Picassos Guernica vergleichend aufgeführt als Beispiel, wie unser Blick wachgerissen wird: „Die kometenhaft sprühenden Formen am Turm der blauen Pferde ließen eine Vitalität in Erscheinung treten, die konventionelle Mittel der Abbildung nie erreichen konnten.“ |
|                                        | Franz Marc                                         | Tierschicksale 1913, Öl auf Leinwand, 196 × 266 cm Basel, Kunstmuseum Bildende Kunst AedW I, S. 336 | inhaltlich einbezogen: Die „kometenhaft sprühenden Formen“, die im Roman dem Turm der blauen Pferde zugeschrieben werden, sowie der Bezug zu Picassos Gemälde gilt verstärkt den Tierschicksalen. |
| Abbildung                              | Pablo Picasso                                      | Minotauromachie 1935, Radierung, 49,6 × 69,6 cm Bildende Kunst AedW I, S. 336 | besprochen oder erwähnt: Einbeziehung der Radierung in die Interpretation des Gemäldes Guernica, die Motivwelt der Minotauromachie steht hier für den persönlich-sexuellen Bezug im Gegensatz zu der Darstellung im Gemälde mit dem öffentlich-politischem Hintergrund. Es wird jedoch erkannt als „der Brunnen, aus dem das Guernicabild gestiegen war.“ |
|                                        | Henri Rousseau                                     | Der Krieg – Ritt der Zwietracht 1894, Öl auf Leinwand, 114 × 195 cm Paris, Musée d’Orsay Bildende Kunst AedW I, S. 340 Motivgruppe: Krieg | besprochen oder erwähnt: Einbeziehung in die Interpretation des Gemäldes Guernica: „Das Bild schrie und erinnerte an alle zurückliegenden Stadien der Unterdrückung. Es war nah einer andern Visualisierung, in deren Zentrum ein sich lang streckendes schwarzes Pferd flog, mit einer Reiterin in zerrissnem wehendem Kleid, Schwert und Fackel tragend, und darunter lagen, zerbrochen, die nackten Gefallnen.“ |
|                                        | Andrea Mantegna                                    | Die Beweinung Christi um 1490, Öl auf Leinwand, 200 × 130 cm Bildende Kunst AedW I, S. 341 | besprochen oder erwähnt: Benennung als Wurzel von Picassos Guernica im Motiv der Beweinung Christi: „Bis zur Pietà des Mantegna und des Meisters von Avignon, bis zur Apokalypse des Beatus von Libana und den Höhlenzeichnungen der Steinzeit führte Picassos Werk zurück.“ |
|                                        | Enguerrand Quarton (Meister des Pietà von Avignon) | Pietà von Villeneuve-lès-Avignon um 1455, Tempera und Gold auf Holz, 162 × 218 cm Paris, Louvre Bildende Kunst AedW I, S. 341 | besprochen oder erwähnt: Benennung als Wurzel von Picassos Guernica im Motiv der Beweinung Christi: „Bis zur Pietà des Mantegna und des Meisters von Avignon, bis zur Apokalypse des Beatus von Libana und den Höhlenzeichnungen der Steinzeit führte Picassos Werk zurück.“ |
|                                        | Beatus von Liébana                                 | Apokalypse von Saint-Sever Mitte des 11. Jahrhunderts, Buchmalerei Bildende Kunst AedW I, S. 341 Motivgruppe: Schreckensbilder | besprochen oder erwähnt: Beschreibung der hier dargestellten Apokalypse als eine der Wurzeln in Picassos Guernica: „Die Miniatur des Beatus, aus dem elften Jahrhundert, wies die von Picasso verwendeten Bestandteile der Komposition in einer noch unverstellten Landschaft auf.“ |
|                                        | Eugène Delacroix                                   | Die Freiheit führt das Volk 1830, Öl auf Leinwand, 259 × 325 cm Paris, Louvre Bildende Kunst Das Gemälde ist eine allegorische Darstellung der Julirevolution von 1830, mit der das Bourbonenregime in Frankreich endgültig gestürzt wurde und das Bürgertum an die Macht kam. AedW I, S. 341-344, 347-349 AedW II, S. 19, 27, 40 Motivgruppe: Widerstand / Erhebung | ausführlich besprochen: Beschreibung und Deutung des Gemäldes, ikonographische Einordnung und Gegenüberstellung mit Picassos Guernica und Géricaults Floß der Medusa. Das Schreckliche in dem Gemälde sehen die Protagonisten darin, dass sie wissen, was dem Juli 1830 folgte: „Das Volk, versammelt unter dem Ideal der Freiheit, war bereits betrogen, das Handwerk des Aufstands hatte es ausgeführt wie vier Jahrzehnte zuvor, mit seinen Opfern hatte es höheren Klassen den Weg geebnet.“ |
|                                        | Honoré Daumier                                     | Rue Transnonain, le 15 avril 1834 1834, Kreidelithographie, 36,5 × 53,2 cm Bildende Kunst Auch diese Graphik stellt eine Szene aus der Julirevolution von 1830 dar. AedW I, S. 343; AedW II, S. 33 Motivgruppe: Widerstand / Erhebung | besprochen oder erwähnt: Besprechung als Gegenüber von Delacroix’ Die Freiheit führt das Volk und als beeinflusst von Géricaults Floß der Medusa. |
|                                        | Théodore Géricault                                 | Das Floß der Medusa 1818/19, Öl auf Leinwand, 491 × 716 cm Paris, Louvre Bildende Kunst Das Gemälde steht im Bezug zu den Ereignissen um die französische Fregatte Méduse, die im Juni 1816 an der westafrikanischen Küste auf Grund lief. Für 147 Passagiere und Besatzungsmitglieder wurde ein notdürftiges Floß konstruiert, das unzureichend mit Wasser und Lebensmitteln ausgerüstet über zehn Tage im offenen Meer trieb. Nur 15 Menschen überlebten. Die Katastrophe erregte Aufmerksamkeit in ganz Europa und führte auf Grund der schlecht durchgeführten Rettungsaktion zu einem Regierungsskandal. AedW I, S. 343-345, 347-350 AedW II, S. 7-19, 21-23, 26-33, 41, 66f., 119f., 122f. Motivgruppe: Schreckensbilder                                                  | ausführlich besprochen: Intensive Auseinandersetzung, Beschreibung und Deutung sowie Erleuchtung der Hintergründe des Gemäldes. Es wird als Schreckensdarstellung in Beziehung zu Picassos Guernica gesetzt und in der historischen Darstellung mit Delacroix’ Die Freiheit führt das Volk verglichen. „Géricaults Bild jedoch war ein gefährlicher Angriff gewesen auf die etablierte Gesellschaft.“ Besprochen werden zudem die Biografie des Künstlers sowie die politischen Hintergründe der Méduse-Affäre, wie auch die persönlichen Berichte von Überlebenden. Im zweiten Band des Romans greift Peter Weiss Künstler und Werk wieder auf und schildert den Schaffensprozess mit einer Vielzahl von Studien und Entwürfen. Von der zunächst politischen Lesart des Bildes wird über verschiedene, sich teilweise überlagernde Erzählebenen auf eine persönliche Erfahrungsebene gelenkt; die politische Katastrophe gerät zur persönlich-existentiellen Krise. |
|                                        | Francisco de Goya                                  | Die Erschießung der Aufständischen am 3. Mai 1808 1814, Öl auf Leinwand, 266 × 345 cm Madrid, Prado Bildende Kunst Am 2. Mai 1808 kam es im durch napoleonische Truppen besetzten Spanien zu einem Aufstand der Bevölkerung. 45 Aufständische wurden in der Nacht vom 2. auf den 3. Mai auf dem Hügel von Principe Pio zusammengetrieben und erschossen. AedW I, S. 313, 340, 345-350 AedW II, S. 153, 155, 299 Motivgruppe: Widerstand / Erhebung Motivgruppe: Schreckensbilder | ausführlich besprochen: Besprechung und Deutung des Gemäldes, zunächst in Beziehung zu Picassos Guernica gesetzt und mit Géricaults Floß der Medusa verglichen, wird das Bild in späteren Kapiteln vielfach aufgegriffen. Mit der Beschreibung und Deutung des Bildes führen die Protagonisten eine Auseinandersetzung um den märtyrerhaften Tod: „Drückt er nicht aus (…), was in dieser Spanne zwischen Geburt und Tod alles zu erreichen ist, ist seine Geste nicht voller Stolz und Überlegenheit, da er alles loslässt und seinen ganzen Leib dem Ende darbietet, in der Gewissheit, nicht unnütz gelebt zu haben.“ |
|                                        | Francisco de Goya                                  | Der Kampf an der Puerta del Sol am 2. Mai 1808 1814, Öl auf Leinwand, 266 × 345 cm Madrid, Prado Bildende Kunst Am 2. Mai 1808 kam es im durch napoleonische Truppen besetzten Spanien zu einem Aufstand der Bevölkerung. AedW I, S. 345 Motivgruppe: Widerstand / Erhebung | inhaltlich einbezogen: Dieses im Roman nicht explizit erwähnte Gemälde bildet das Gegenstück zu der Erschießung der Aufständischen und stellt die Ereignisse dar, die den Hinrichtungen vorausgegangen waren, der Kampf der Madrider gegen die napoleonischen Truppen. Beide Bilder waren von Goya als Ensemble gedacht, die konkrete historische Aussage wird als Zeugnis ablegender Impuls angesehen, der auch Peter Weiss’ Roman selber innewohnt. |
|                                        | Eugène Delacroix                                   | Die Dantebarke 1822, Öl auf Leinwand, 189 × 241 cm Paris, Louvre Bildende Kunst Das Gemälde stellt den achten Gesang der Hölle aus der Divina Commedia dar, in der Dante und Vergil dar, die in dem engen Nachen des Fährmanns Phlegias über den Fluss der Verdammten fahren. AedW I, S. 347 | besprochen oder erwähnt: In der Deutung von Delacroix Die Freiheit führt das Volk als Vergleich zu zuvor geschaffenen Gemälden aufgeführt: „Bisher hatte er seine ausschweifenden Phantasien in Höllenfahrten und Gemetzel versetzt“. Die Erwähnung dieses Gemäldes beinhaltet zugleich einen Rückgriff auf die Besprechung von Dantes Göttlicher Komödie. |
|                                        | Eugène Delacroix                                   | Das Massaker von Chios 1824, Öl auf Leinwand, 419 × 354 cm Paris, Louvre Bildende Kunst Das Gemälde stellt das während der griechischen Revolution im April 1822 durch die Osmanen verübte Massaker von Chios dar. AedW I, S. 347 Motivgruppe: Schreckensbilder | besprochen oder erwähnt: Das Gemälde wird in Beziehung zu Picassos Guernica gesetzt, zudem in der Deutung von Delacroix Die Freiheit führt das Volk als Vergleich zu zuvor geschaffenen Gemälden aufgeführt: „Bisher hatte er seine ausschweifenden Phantasien in Höllenfahrten und Gemetzel versetzt“. |
|                                        | Théodore Géricault                                 | Verwundeter Kürrasier verlässt das Schlachtfeld 1814, Öl auf Leinwand, 294 × 358 cm Paris, Louvre Bildende Kunst AedW I, S. 347 | inhaltlich einbezogen: Beispiel der Gemälde Géricaults, die er vor dem Floß der Medusa malte: „Desgleichen entstieg Géricaults Vision einem gehetzten, verstörten Leben, in dem die Unbändigkeit, die ständige Flucht vor sich selbst anfangs ihren Ausdruck fand in den Heerzügen und dem Zusammenbruch des napoleonischen Reichs (…)“ |
|                                        | Théodore Géricault                                 | Vier Jünglinge halten ein rennendes Pferd 1817, Öl auf Leinwand Rouen, Musée des Beaux-Arts Bildende Kunst AedW I, S. 347 | inhaltlich einbezogen: Beispiel der Gemälde Géricaults, die er vor dem Floß der Medusa malte: „Desgleichen entstieg Géricaults Vision einem gehetzten, verstörten Leben, in dem die Unbändigkeit, die ständige Flucht vor sich selbst anfangs ihren Ausdruck fand (…) in breit und heftig gemalten martialischen Szenen.“ |
|                                        | Théodore Géricault                                 | Das Derby von Epson 1821, Öl auf Leinwand, 91 × 122 cm Paris, Louvre Bildende Kunst AedW I, S. 347, 349 | besprochen oder erwähnt: Beispiel für den persönlichen Hintergrund von Théodore Géricault: „Desgleichen entstieg Géricaults Vision einem gehetzten, verstörten Leben, in dem die Unbändigkeit, die ständige Flucht vor sich selbst (…) später dann in wild dahinjagenden Pferden.“ Zugleich merkt der Ich-Erzähler an, dass der Maler in diesen Bild den Traum seines Todes gemalt hat. |
|                                        | Jan Vermeer                                        | Die Spitzenklöpplerin um 1665, Öl auf Leinwand, 24,5 × 21 cm Paris, Louvre Bildende Kunst AedW I, S. 353 | besprochen oder erwähnt: (Motivgruppe Arbeit) Wiederaufnahme des Themas Arbeit in der darstellenden Kunst mit dem Gedanken „dass erst die künstlerische Abbildung einer Näherin, einer Spitzenklöpplerin, eines Mähers oder Dreschers, einer Magd bei der Traubenernte oder eines Schmieds unser Arbeit einen Wert verleiht. Nur im Kunstwerk besäße die Arbeit kulturelle Bedeutung, dort sei sie zur Kunst geworden.“ |
|                                        | Adolph Menzel                                      | Das Eisenwalzwerk 1875, Öl auf Leinwand, 153 × 253 cm Berlin, Alte Nationalgalerie Bildende Kunst AedW I, S. 353–358 Motivgruppe: Arbeit | ausführlich besprochen: Beschreibung und Deutung des Gemäldes im Zusammenhang zunächst mit den Gedanken des Ich-Erzählers zur Kultur der Arbeiter und der Faszination, die diese Darstellung ausstrahlt. Mit der weiteren Betrachtung entwickelt er eine Kritik an der Festschreibung der Zustände durch das Bild: „waren die Männer, mit ihren zerfurchten Gesichtern und den vor der Glut zusammengekniffnen Aufgen, ihren um die Werkzeuge geballten Fäusten, doch losgelöst worden von den gesellschaftlichen Kenntnissen, Dokumentationen und Organisationen (… Ich sah,) wen Menzels Meisterschaft vors bewundernde Publikim gestellt hatte, den deutschen Arbeitsmann aus Bismarcks und Wilhelms Reich, unangefochten vom Kommunistischen Manifest, in seiner einzigen Befugnis, wacker und treu zu sein.“ Das Gemälde symbolisiert vielmehr die Expansion des industriellen Imperialismus, Peter Weiss setzt es zu zwei weiteren Bildern Menzels zu einem Triptychon der neueren deutschen Geschichte ins Verhältnis: in der Ausstellung der Nationalgalerie ist es flankiert von den Gemälden Abreise König Wilhelms zur Armee 1870 und Das Ballsouper. |
|                                        | Adolph Menzel                                      | Abreise König Wilhelms I. zur Armee am 31. Juli 1870 1871, Öl auf Leinwand, 63 × 78 cm Berlin, Alte Nationalgalerie Bildende Kunst Das Gemälde stellt den Auftakt zum Deutsch-Französischen Krieg von 1870 dar. AedW I, S. 355 f. | besprochen oder erwähnt: Linker Teil des Triptychon zur deutschen Geschichte, das der Ich-Erzähler in der Anordnung der drei Gemälde Menzels in der Nationalgalerie erkennt, es stellt den Auftakt zum Deutsch-Französischen Krieg 1870 dar: „Links das Ereignis, von dem es hieß, der Herzschlag der Nation käme darin zum Ausdruck.“ |
|                                        | Adolph Menzel                                      | Das Ballsouper 1878, Öl auf Leinwand, 71 × 90 cm Berlin, Alte Nationalgalerie Bildende Kunst AedW I, S. 355 f. | besprochen oder erwähnt: Rechter Teil des Triptychon zur deutschen Geschichte, das der Ich-Erzähler in der Anordnung der drei Gemälde Menzels in der Nationalgalerie erkennt: „ Auf der einen Seite die begeisterte Begrüßung des Kriegs, die Erziehung zum Bückling, zum Speichellecken, auf der andern Seite die Verherrlichung schwülstiger Pracht. In der Mitte härteste Schufterei, um denen zur Rechten und Linken den Reichtum zu schaffen. (…) Das zentrale Stück mit den Männern in ledernen Schürzen, schwere Stangen und Zangen schwingend, wies den ganzen Betrug auf, der an der Arbeiterklasse begangen wurde.“ |
|                                        | Robert Koehler                                     | Der Streik 1886, Öl auf Leinwand, 181,5 × 275,6 cm Berlin, Deutsches Historisches Museum Bildende Kunst AedW I, S. 357–359 Motivgruppe: Arbeit Motivgruppe: Widerstand / Erhebung | besprochen oder erwähnt: Beschreibung und Besprechung des Gemäldes als Gegenstück zu Menzels Eisenwalzwerk, das die Arbeiter als handelnde Subjekte darstellt. |
|                                        | Edvard Munch                                       | Arbeiter auf dem Heimweg um 1914, Öl auf Leinwand, 130,7 × 160,8 cm Kopenhagen, Statens Museum for Kunst Bildende Kunst AedW I, S. 360 Motivgruppe: Arbeit | besprochen oder erwähnt: Beschrieben und dargestellt als Sinnbild eines Lebenswegs, „weil alles drin vorhanden war, was ich am eignen Leib erfahren hatte, das morgenmüde Stampfen zur Fabrik, der erloschne Rückzug nach der Schicht, die Gebundenheit an die Arbeit, der Hass auf diese Gebundenheit und auf den Zwang, die Arbeit zu nehmen, die sich bot, die erstickte Wur, für andre arbeiten zu müssen, und die Angst diese Arbeit zu verlieren.“ |
|                                        | Théodore Géricault                                 | Die Mörder tragen den Leichnam von Fualdès zum Aveyron aus der Serie Die Ermordung des Antoine-Bernardin Fualdès um 1818, Sepia-Zeichnung, 21,5 × 28,7 cm Paris, Musée des Beaux-Arts Bildende Kunst Serie von Zeichnungen zu der Ermordung des Verwaltungsbeamten Antoine-Bernardin Fualdès im Jahr 1817, nach der 1818 ein Justizskandal und ein zeitgenössisches Medienspektakel folgte. AedW II, S. 10 | besprochen oder erwähnt: Im zweiten Band des Romans greift Peter Weiss die Besprechung von Géricaults Gemälde Das Floß der Medusa auf und setzt sich intensiv mit dem Schaffungsprozess auseinander. Der Prozess wird mit einer Serie von Zeichnungen zu der Ermordung von Antoine-Bernardin Fualdès eingeleitet, mit denen Géricault ein tagespolitisches Ereignis der damaligen Sensationspresse in künstlerische Form passte. |
|                                        | Jean-Baptiste Henri Savigny und Alexander Corréard | Der Schiffbruch der Fregatte Medusa 1821, Bericht Paris Literatur Savigny und Corréard waren Überlebende der Méduse-Katastrophe, die fünf Jahre nach den Ereignissen einen detaillierten Bericht veröffentlichten. AedW II, S. 9–13 | besprochen oder erwähnt: In den Schaffensprozess zu Géricaults Gemälde Floß der Medusa einbezogen wird der Bericht von Savigny und Corréard. Durch die teilweise wörtliche Wiedergabe überlagern sich die Erzählebenen. Der Ich-Erzähler stellt mit der Schilderung des Schiffbruchs die Auseinandersetzung Géricaults mit den Hintergründen dar. Sowohl das Buch wie das Bild ziehen den Erzähler in die Geschehnisse hinein. „Mit solcher Greifbarkeit waren die Bestürzung und Verzweiflung, die Wirrnis und Erstarrung geschildert, dass der Lesende sich mitten zwischen den Gestrandeten dünkte.“ |
|                                        | Théodore Géricault                                 | Studien zum Floß der Medusa 1818–1819, Skizze, 28 × 38 cm Paris, Louvre Bildende Kunst AedW II, S. 14ff. | besprochen oder erwähnt: Géricaults Arbeitsprozess wird anhand der fünf Kompositionsstudien besprochen, die die Themen Meuterei, Kannibalismus, Sichtung der Brigg, Begrüßung eines Rettungsboots und die Rettung bearbeiten. |
|                                        | Johann Heinrich Füssli                             | Ugolino und seine Söhne im Hungerturm 1809, Stahlstich von Moses Haughton nach dem Gemälde von J.H. Füssli (1806), 51,2 × 37,7 cm Zürich, Kunsthaus Bildende Kunst Ugolino della Gherardesca (1220–1289) war ein toskanischer Adliger sardischer Herkunft und einer der führenden Politiker der Stadtrepublik Pisa. Auf Betreiben seines politischen Konkurrenten, des Erzbischofs Ruggieri, wurde er 1289 zusammen mit zwei Söhnen und zwei Enkeln in dem später so genannten Hungerturm von Pisa eingekerkert und dem Hungertod überlassen. Ugolino ist als Gestalt in Dantes Göttlicher Komödie aufgenommen, verbannt zusammen mit Ruggieri in das Eis des zweiten Rings im neunten und tiefsten Höllenkreises. AedW II, S. 16 Divina, Canto XXXII, 124-140 und XXXIII, 1-90 | inhaltlich einbezogen: Als Vorlage zur Skizze des Kannibalismus zu Géricaults Floß der Medusa sieht der Ich-Erzähler die Darstellung des Grafen Ugolino. Der Roman nimmt so einen weiteren Rückbezug auf Dantes Göttliche Komödie. |
|                                        | Griechische Mythologie                             | Hippolytos Sohn des Helden Theseus und der Amazonenkönigin Hippolyte Literatur Phaidra, die zweite Frau von Theseus, wird von Aphrodite verzaubert, so dass sie sich in ihren Stiefsohn Hippolytos verliebt. Als dieser ihre Liebe zurückweist, begeht sie Selbstmord, hinterlässt jedoch die falsche Beschuldigung, Hippolytos habe ihr nachgestellt. Als Theseus Phaidra tot vorfindet, verflucht er Hippolytos. Dieser flieht, doch Poseidon sendet ein Meeresungeheuer, und die Pferde am Wagen des Hippolytos scheuen. Er stürzt vom Wagen, verfängt sich in den Zügeln und wird zu Tode geschleift. AedW II, S. 17 ff. | besprochen oder erwähnt: In einer sinnbildlichen Übereinsetzung mit dem Mythos wird Géricaults Verhältnis mit seiner Stiefmutter beschrieben und in den von Halluzinationen begleiteten Arbeitsprozess am Floß der Medusa eingeflochten. |
|                                        | Jacques-Louis David                                | Der Schwur der Horatier 1784, Öl auf Leinwand, 330 × 425 cm Paris, Louvre Bildende Kunst Das Gemälde der Horatier, entstanden in den vorrevolutionären Krisenjahren, gilt als Einleitung des revolutionären Klassizismus. AedW II, S. 23 | inhaltlich einbezogen: In der Reihung der Bilder Davids wird deutlich, „wie nach dem klassizistischen Geist der Revolution, nach dem idealistischen Höhenflug, sofort der Ansatz gefunden werden konnte zum Größenwahn des Kaisertums.“ |
|                                        | Jacques-Louis David                                | Die Sabinerinnen 1799, Öl auf Leinwand, 385 × 522 cm Paris, Louvre Bildende Kunst AedW II, S. 23 Motivgruppe: Krieg | inhaltlich einbezogen: In der Reihung der Bilder Davids wird deutlich, „wie nach dem klassizistischen Geist der Revolution, nach dem idealistischen Höhenflug, sofort der Ansatz gefunden werden konnte zum Größenwahn des Kaisertums.“ |
|                                        | Jacques-Louis David                                | Die Salbung des Kaisers Napoleon I. und die Krönung der Kaiserin Josephine in der Kathedrale von Notre Dame de Paris am 2. Dezember 1804 1805–1807, Öl auf Leinwand, 610 × 931 cm Paris, Louvre Bildende Kunst AedW II, S. 23 | inhaltlich einbezogen: In der Reihung der Bilder Davids wird deutlich, „wie nach dem klassizistischen Geist der Revolution, nach dem idealistischen Höhenflug, sofort der Ansatz gefunden werden konnte zum Größenwahn des Kaisertums.“ |
|                                        | Théodore Géricault                                 | Studien abgetrennter Glieder 1818, Ölstudie Paris, Louvre Bildende Kunst AedW II, S. 23 Motivgruppe: Schreckensbilder | besprochen oder erwähnt: Beispiel für eine der zahlreichen Studien Géricaults an anatomischen Vorbildern, deren Entstehung in den Roman eingeflossen sind. |
|                                        | Théodore Géricault                                 | Studien nach Enthaupteten 1818, Öl auf Leinwand, 50 × 61 cm Stockholm, Nationalmuseum Bildende Kunst AedW II, S. 23, 119 f. Motivgruppe: Schreckensbilder | besprochen oder erwähnt: Das Bild wird zunächst als Beispiel für weitere Studien Géricaults herangezogen. Eine Beschreibung der Darstellung der Guillotinierten folgt einige Kapitel später, im Zusammenhang mit den „Studien des Definitiven“ und dem Werk von Charles Meryon. |
|                                        | Théodore Géricault                                 | Irrsinnige Spielerin um 1822, Öl auf Leinwand, 60 × 50,01 cm Gent, Musée du Ghent Bildende Kunst AedW II, S. 23 | besprochen oder erwähnt: Beispiel für Werke Géricaults, die nach der Schaffung des Floß der Medusa entstanden sind: „Was vital in Géricault war, stand auf der Seite der Erneuerung, dies kam in der Wahl seiner Themen zum Ausdruck, in seiner Malweise, im Aufstrich der Farbe, der Behandlung der Formen, sein Leben aber war das eines in die Enge Gedrängten, Eingekapselten, der Hass auf die Überheblichkeit, die Eitelkeit der Gesellschaft trieb ihn in den Zusammenbruch, wenn er sich zuletzt fast ausschließlich in Gefängnissen, Irrenhäusern und Leichenhallen aufhielt.“ |
|                                        | Théodore Géricault                                 | Irrsinniger Kleptomane um 1822, Öl auf Leinwand, 77 × 64,5 cm Paris, Louvre Bildende Kunst AedW II, S. 23 | besprochen oder erwähnt: Beispiel für Werke Géricaults, die nach der Schaffung des Floß der Medusa entstanden sind: „Was vital in Géricault war, stand auf der Seite der Erneuerung, dies kam in der Wahl seiner Themen zum Ausdruck, in seiner Malweise, im Aufstrich der Farbe, der Behandlung der Formen, sein Leben aber war das eines in die Enge Gedrängten, Eingekapselten, der Hass auf die Überheblichkeit, die Eitelkeit der Gesellschaft trieb ihn in den Zusammenbruch, wenn er sich zuletzt fast ausschließlich in Gefängnissen, Irrenhäusern und Leichenhallen aufhielt.“ |
|                                        | Théodore Géricault                                 | Befreiung der Inquisitionsopfer 1823, Skizze Paris, Louvre Bildende Kunst Skizze zu einem geplanten Gemälde, das Géricault aufgrund von Krankheit nicht mehr umsetzen konnte. AedW II, S. 27 | besprochen oder erwähnt: Erwähnung bei der Darstellung des Sterbens Géricaults: „Und doch plante er bis in die letzten Stunden große Kompositionen, welche die Schrecken der Sklaverei, die Befreiung der Opfer der Inquisition behandelten.“ |
|                                        | Théodore Géricault                                 | Die Sintflut 1815–1816, Öl auf Leinwand, 97 × 130 cm Paris, Louvre Bildende Kunst AedW II, S. 31f. | besprochen oder erwähnt: Beschreibung und Deutung als für das Leben Géricaults symptomatisch: Es ist keine rettende Arche im Bild. „Géricault versetzte uns in Bestürzung, indem er uns einblicken ließ in den Prozess eines leidenschaftlichen psychischen Geschehens.“ |
|                                        | Nicolas Poussin                                    | Winter (Sintflut) 1660–1664, Öl auf Leinwand, 118 × 160 cm Paris, Louvre Bildende Kunst AedW II, S. 31f. | besprochen oder erwähnt: Beschreibung und Vergleich mit Géricaults Gemälde Sintflut. Das Bild Poussins diente diesem als Vorlage. |
|                                        | Théodore Géricault                                 | Kopf eines weißen Pferdes (Tete de cheval blanc) um 1815, Öl auf Leinwand, 65,4 × 55,4 cm Paris, Louvre Bildende Kunst AedW II, S. 32 | besprochen oder erwähnt: Erwähnt und beschrieben als im gleichen Zeitraum entstanden wie das Gemälde Die Sintflut, mit dem Hinweis auf die in diesem Bild entfaltete Zärtlichkeit. |
|                                        | Théodore Géricault                                 | Die Kalkbrennerei 1822–1823, Öl auf Leinwand, 50 × 60 cm Paris, Louvre Bildende Kunst AedW II, S. 32 | besprochen oder erwähnt: Beschreibung und Deutung des Gemäldes im Zusammenhang mit dem letzten Lebensjahr Géricaults sowie der Feststellung, dass es keinen entscheidenden Entwicklungsgang aufzeigt: „Eine Hilfe, eine Rettung gab es für ihn nicht, die unerhörten Energien, die in ihm aufgespeichert waren, konnten sich nur in den entstehenden Bildern zeitweilige Erleichtrung verschaffen, während seines kurzen Hierseins war ihm das Malen das Instrument, mid dem er dem innern Überdruck begegnete, der Wahnsinn hing ständig über ihm, als eine Auflehnung gegen die Erstarrung.“ |
|                                        | Michelangelo Buonarroti                            | Das jüngste Gericht 1534–1541, Fresko Rom, Sixtinische Kapelle Bildende Kunst AedW II, S. 33 | besprochen oder erwähnt: Im Werk Michelangelos wird der Einfluss auf Géricaults Floß der Medusa erkannt und zugleich die Einbindung in die Kunstgeschichte: „Wie er selbst Linien weitergeführt hatte, die von Michelangelo, Tintoretto, Caravaggio ausgegangen waren, so wiesen Daumier, Courbet, Degas, in seiner Art auch von Gogh, mit dem Strich ihrer Pinsel auf Géricault hin. (…) Mit seinem Geben und Nehmen stand er in den universellen Beziehungen und Verbindungen, die den Grund der künstlerischen Tätigkeit ausmachen.“ Der direkte Einfluss des Gemäldes Das jüngste Gericht, den Kunsthistoriker erkannt haben, wird im Roman nicht benannt. |
|                                        | Honoré Daumier                                     | Allegorie der Republik 1848, Öl auf Leinwand, 73 × 60 cm Bildende Kunst AedW II, S. 33 | besprochen oder erwähnt: Besprechung als Weiterführung von Géricaults Floß der Medusa und Einordnung in die Reihung der Kunstgeschichte: „Wie er selbst Linien weitergeführt hatte, die von Michelangelo, Tintoretto, Caravaggio ausgegangen waren, so wiesen Daumier, Courbet, Degas, in seiner Art auch von Gogh, mit dem Strich ihrer Pinsel auf Géricault hin. (…) Mit seinem Geben und Nehmen stand er in den universellen Beziehungen und Verbindungen, die den Grund der künstlerischen Tätigkeit ausmachen.“ |
|                                        | Vincent van Gogh                                   | Agostina Segatori im Café du Tambourin 1887, Öl auf Leinwand, Amsterdam, Rijksmuseum Bildende Kunst Agostina Segatori war die Besitzerin des Cafés Le Tambourin, Förderin und zeitweilige Geliebte von Van Gogh. AedW II, S. 34 f. | inhaltlich einbezogen: In der Darstellung einer imaginären Szene, in der die Protagonisten dem Künstler im Montmartre begegnen, findet das Café Le Tambourin Erwähnung: „Er kam uns aus einer steilen Gasse entgegen, in seinem Mantel aus Schaffell, mit seiner Mütze aus Kaninchenpelz, mit struppigem rotem Bart, unterm Arm ein farbfeuchtes Bild, das er am Morgen an der Place Pigalle gemalt hatte, und für das er noch einen Platz finden wollte an den überfüllten Wänden des Café Tambourin.“ |
|                                        | Vincent van Gogh                                   | Blühender Pflaumenbaum (nach Hiroshige) 1887, Öl auf Leinwand Bildende Kunst AedW II, S. 35 | inhaltlich einbezogen: Beispiel für ein Gemälde Van Goghs, das nach einem Holzschnitt des japanischen Künstlers Utagawa Hiroshige gemalt wurde; im Roman werden, während der Darstellung einer imaginären Szene, die im Café Tambourin neben zahlreichen Gemälden Van Goghs hängenden japanischen Holzschnitte erwähnt. |
|                                        | Camille Corot                                      | Die Italienerin Agostina 1866, Öl auf Leinwand, 138,8 × 95 cm Washington D.C., National Gallery of Art Bildende Kunst AedW II, S. 34f. | inhaltlich einbezogen: In der Darstellung einer imaginären Szene der Begegnung mit Van Gogh im Montmartre trifft dieser auf „Corot, Monet, Seurat, die er nicht erkannte“. Eine Beziehung wird über Agostina Segatori hergestellt, der Besitzerin des Café Le Tambourin, die von Corot 1866 gemalt wurde und die etwa zwanzig Jahre später Van Goghs Förderin war. |
|                                        | Ort                                                | Bateau-Lavoir Paris, Montmartre, Rue Ravignan Le Bateau-Lavoir war ein Haus auf dem Montmartre in Paris in der Rue Ravignan, das in die Kunstgeschichte einging, da um die Wende zum 20. Jahrhundert eine Gruppe später berühmt gewordener Künstlern dort Ateliers gemietet und gelebt hatte. 1908 fand hier ein viel besprochenes Bankett für Henri Rousseau statt. AedW II, S. 37f. | besprochen oder erwähnt: Beschreibung des Hauses und der Umgebung: „Die Außenseiter der Kultur hatten sich in diesen Winkel zurückgezogen, weil sich hier billiges Obdach finden ließ. Utrillo, Picasso, Gris, Braque, Herbin, Apollinaire, Laurencin, Brancusi, Severini, Modigliani, Derain, Reverdy, Salmon, Gertrude Stein und Max Jacob waren in den Stallungen beherbergt oder zu Gast gewesen.“ |
| Abbildung                              | Pablo Picasso                                      | Les Demoiselles d’Avignon 1907, Öl auf Leinwand, 245 × 235 cm New York, Museum of Modern Art Bildende Kunst AedW II, S. 38 | besprochen oder erwähnt: Das Gemäldes wird als im Bateau-Lavoir entstandenes Werk erwähnt und verdeutlich damit die Bedeutung des Ortes als Schaffensstätte im Aufbruch zur Moderne. |
|                                        | Ernest Meissonier                                  | Die Barrikaden in der Rue de la Mortellerie 1848–1849, Öl auf Leinwand, 29 × 22 cm Paris, Louvre Bildende Kunst Das Gemälde stellt eine Szene aus dem Juniaufstand 1848 in Frankreich dar. Nachdem im Februar die Herrschaft des „Bürgerkönigs“ Louis-Philippe von Orléans beendet und die Zweite Französische Republik ausgerufen worden war, kam es aufgrund sozialer Konflikte zwischen dem 23. und 27. Juni 1848 zu Unruhen. AedW II, S. 40 Motivgruppe: Widerstand / Erhebung | besprochen oder erwähnt: Der Ich-Erzähler betrachtet das Bild als Gegenstück zu Delacroix’ Gemälde der Barrikaden: „Nicht breiter als die Spanne einer Hand, ohne dekorative Zutaten und bemerkbare Komposition, nüchtern wie eine Reportage, vermittele es, was der Maler im Juni Achtundvierzig gesehn hatte.“ |
|                                        | Fra Angelico                                       | Krönung Mariä um 1430, Öl auf Holz, 209 × 206 cm Paris, Louvre Bildende Kunst Unter der Hauptszene dieses Gemäldes ist ein detailreicher Fries mit Szenen aus dem Leben des Dominikus, Gründers des Ordens der Dominikaner, angebracht. AedW II, S. 41 | besprochen oder erwähnt: Aufzählung von Gemälden, die der Ich-Erzähler bei dem letzten Besuch des Louvres wahrnimmt, nähere Erläuterungen sind in Peter Weiss Notizbüchern vermerkt, in denen er insbesondere auf die Szenen aus dem Leben des Dominikus eingeht. |
|                                        | Simone di Martino                                  | Kreuztragung um 1336–1342, Öl auf Holz, 30 × 21 cm Paris, Louvre Bildende Kunst AedW II, S. 41 Motivgruppe: Schreckensbilder | besprochen oder erwähnt: Aufzählung von Gemälden, die der Ich-Erzähler bei dem letzten Besuch des Louvres wahrnimmt. |
|                                        | Bernat Martorell                                   | Die Geißelung des Sankt Georg 1435, Öl auf Holz, 107 × 53 cm Paris, Louvre Bildende Kunst Das Bild ist Teil eines Altarbildes, dessen Tafeln in verschiedenen Sammlungen, in Paris, Chicago, Berlin, verteilt sind. AedW II, S. 41 Motivgruppe: Schreckensbilder | besprochen oder erwähnt: Aufzählung von Gemälden, die der Ich-Erzähler bei dem letzten Besuch des Louvres wahrnimmt und Beschreibung der Bilder der Folter („was Menschen einander immer antaten“). |
|                                        | Stefano di Giovanni Sassetta                       | Der selige Ranieri Rasini befreit die Armen, die ihn brieflich um Beistand gebeten haben, aus dem Gefängnis von Florenz 1439–1444, Öl auf Holz, 45 × 63 cm Paris, Louvre Bildende Kunst Das Bild ist Teil der Predella, einer Altartafel. AedW II, S. 41 Motivgruppe: Widerstand / Erhebung | besprochen oder erwähnt: Beschreibung und persönliche Deutung des Ich-Erzählers bei dem letzten Besuch des Louvres, im Gegensatz zu den anderen Bildern, den Bildern der Folter, gilt ihm dies als Metapher eines utopischen Moments, Rettung verheißend: „Es enthielt wenig von Auseinandersetzungen mit einer ganzen Epoche, wollte nicht alle Fragwürdigkeiten und Komplexe, die mit dem schöpferischen Prozess zusammenhingen, aufrollen, es war nur da, völlig für sich bestehend.“ |
|                                        | Ort                                                | Spiegelgasse Ort, Zürich, Spiegelgasse In der Spiegelgasse in Zürich eröffnete Hugo Ball am 5. Februar 1916 das Cabaret Voltaire, das als Geburtsstätte des Dadaismus gilt. Nur wenige Häuser weiter war der damalige Wohnsitz Lenins und der Krupskaja. AedW II, S. 55ff. | besprochen oder erwähnt: Die Spiegelgasse „wurde zum Sinnbild der gewaltsamen, doppelten, der wahren und der geträumten Revolution.“ |
|                                        | P.G. Lotorew                                       | Bildnis Karl Marx 1917, Öl auf Leinwand Moskau, Kreml (Leninmuseum) Bildende Kunst Lotorew war Petrograder Werkarbeiter, das Gemälde wurde Lenin 1818 durch eine Abordnung von Arbeitern geschenkt und ist heute im Leninmuseum ausgestellt. AedW II, S. 64 | besprochen oder erwähnt: In einer detaillierten Beschreibung von Lenins Arbeitszimmer wird dieses Marx-Porträt erwähnt. |
|                                        | Hugo Rheinhold                                     | Affe mit Schädel 1892, Bronze Lenin erhielt 1922 diese Plastik als Gastgeschenk des US-amerikanischen Industriellen und Kunstsammlers Armand Hammer und platzierte sie auf seinem Schreibtisch im Kreml. AedW II, S. 64 | besprochen oder erwähnt: In einer detaillierten Beschreibung von Lenins Arbeitszimmer wird diese Bronze erwähnt. |
|                                        | Eugène Sue                                         | Les Mystères de Paris (Die Geheimnisse von Paris) 1843, Roman Literatur Die Episoden der Mystères wurden zunächst als Feuilletons in der Tageszeitung Le Journal des Débats veröffentlicht und wurden zu einem literarischen und sozialen Ereignis, das von intriganten Adelsparteien und besonders dem Pariser Unterschichten-Milieu und dessen schwierigen Alltag zwischen Arbeit, Elend und Verbrechen handelte. AedW II, S. 65ff. | besprochen oder erwähnt: In der Beschreibung und Darstellung des Romans und seiner Hintergründe wird ein Vergleich mit der Romangegenwart vorangestellt: „Das Melodram der Gewaltverbrechen, das sich heute vor uns abspielte, hatte vor hundert Jahren, bei Sue, schon eine Form gefunden, die, mit ihrer Feuilletontechnik, ihren obskuren, dubiösen Charakteren, ihren oft in grellen Farben gemalten Einzelheiten den gegenwärtigen Ereignissen entsprach.“ Im Zusammenhang mit den Graphiken und Gedichten von Charles Meryon, Gedanken an Arthur Rimbaud und Friedrich Hölderlin betrachtet der Ich-Erzähler die Stadt und insbesondere die Veränderungen durch die Haussmannsche Stadterneuerung von Paris in der Mitte des 19. Jahrhunderts und setzt sie ins Verhältnis zu den politischen und sozialen Bedingungen. |
|                                        | Charles Meryon                                     | Tourelle, Rue de l'Ecole de Médicine 1861, Radierung Bildende Kunst aus dem graphischen Zyklus Eaux-Fortes sur Paris AedW II, S. 66ff., 281 | besprochen oder erwähnt: In einer Zusammenstellung von Eugène Sues Geheimnisse von Paris mit den Graphiken und Gedichten von Charles Meryon, Gedanken an Arthur Rimbaud und Friedrich Hölderlin betrachtet der Ich-Erzähler die Stadt und insbesondere die Veränderungen durch die Haussmannsche Stadterneuerung von Paris in der Mitte des 19. Jahrhunderts und setzt sie ins Verhältnis zu den politischen und sozialen Bedingungen. Eine Metapher darin ist die Darstellung von Tourelle mit der Abbildung des Hauses, in dem Jean Paul Marat 1793 ermordet wurde. |
|                                        | Jan Vermeer                                        | Die Malkunst 1664/68, Öl auf Leinwand, 120 cm × 100 cm Kunsthistorisches Museum, Wien Bildende Kunst Im Gemälde Vermeers ist eine Landkarte von Visscher aufgenommen, die die Niederlande vor dem Waffenstillstand mit Spanien im Jahr 1609 mit ihren ungeteilten Provinzen darstellt. AedW II, S. 75 | besprochen oder erwähnt: Sinnbild mit der Übereinsetzung der Landkarte Belorusslands, der Bezeichnung für das vereinigte Weißrussland, in Lenins Arbeitszimmer und der auf Vermeers Gemälde dargestellten Karte. |
|                                        | Otto Stockhausen                                   | St. Pauli Elbtunnel 1911 Bauwerk Hamburg, St. Pauli AedW II, S. 76 | besprochen oder erwähnt: Beschreibung in einem Traumbild des Ich-Erzählers, in dem er zunächst in seine Kindheit versetzt ist. Durch surreale Traumübertragungen sieht er eine Szenen der Verfolgung, in der er seine Mutter verliert und selbst der eigenen Hilflosigkeit im gesellschaftlichen und politischen System ausgeliefert ist. |
|                                        | Charles Meryon                                     | Das Leichenschauhaus (La Morgue) 1854, Radierung, 32 × 27 cm Bildende Kunst aus dem graphischen Zyklus Eaux-Fortes sur Paris AedW II, S. 121 f. | besprochen oder erwähnt: Diese Stadtansicht von Paris wird in einer Auseinandersetzung des Ich-Erzählers um den gewaltsamen Tod herangezogen, in dieses Bild lässt er die Beschreibung der Studien von Enthaupteten von Géricault einfließen, seine Gedanken nennt er das Studium des Definitiven. |
|                                        | William Blake 1757–1827 Dichter und Maler          | Lebendmaske 1823 von J.S. Delville gefertigt Bildende Kunst Das künstlerische Werk des englischen Dichters, Naturmystikers und Malers wurde von seinen Zeitgenossen weitgehend abgelehnt. Erst Mitte des 19. Jahrhunderts erhielten seine innovativen Arbeiten allgemein Anerkennung. AedW II, S. 135 | besprochen oder erwähnt: Die Maske findet Erwähnung in dem Bericht von Rosalinde von Ossietzky, der Tochter von Carl von Ossietzky, über die Verfolgung und den Tod ihres Vaters: „bis zur allerletzten gipsernen Schale, die ihm ein unbekannter Bildhauer, der sich bei Nacht ins Todeszimmer geschlichen hatte, vom Gesicht nahm und außer Lands bringen konnte, eine Maske ganz fremd, kalt, ähnlich der von Schiller, von Blake.“. Weitere Erwähnung findet Blake im Abschnitt über die Bibliothek Bert Brechts: „noch einmal emporgehoben wurde Blake, ihm konnte keine Grabstätte gerecht werden.“ |
|                                        | Albrecht Altdorfer                                 | Die Alexanderschlacht 1528–1529, Öl auf Lindenholz, 158 cm × 120 cm München, Alte Pinakothek Bildende Kunst Das Gemälde zeigt die Schlacht bei Issos im Jahr 333 v. Chr. von Alexanders des Großen gegen den Perserkönig Darius. AedW II, S. 142 Motivgruppe: Krieg | inhaltlich einbezogen: Vergleich des Gemäldes mit der politischen Lage in Europa zum Kriegsbeginn 1939; im Roman allgemein als Schlachtengemälde bezeichnet, kann es dennoch durch die Beschreibung sowie Anmerkungen aus Peter Weiss’ Notizbüchern identifiziert werden. |
|                                        | Hans Tombrock                                      | Diskussion über die Niederlage im spanischen Bürgerkrieg bei Brecht in Lidingö 1939, Kohlezeichnung Bildende Kunst AedW II, S. 142f. | inhaltlich einbezogen: Die Zeichnung diente Peter Weiss als Vorlage für die Beschreibung von Bertolt Brechts Haus im Exil in Lidingö. Zugleich wird eine Auseinandersetzung um den Künstler und sein Verhältnis zu Frauen geführt, die ebenso auf Brecht übertragen werden kann. |
|                                        | Bertolt Brecht                                     | Die Gewehre der Frau Carrar 1937, Theaterstück Literatur AedW II, S. 147 | besprochen: Das Stück ist in die Romanhandlung einbezogen, Brecht äußert hier, dass das Stück aufgrund der Situation umgeschrieben werden müsse. |
|                                        | Pieter Brueghel der Ältere                         | De dulle Griet 1563, Öl auf Holz, 115 × 161 cm Antwerpen, Museum Mayer van den Bergh Bildende Kunst AedW II, S. 147ff. Motivgruppe: Krieg | besprochen oder erwähnt: Beschreibung des Gemäldes in vielen Details, Deutung als Sinnbild der Zustände in Europa nach dem Spanischen Bürgerkrieg. |
|                                        | Pieter Brueghel der Ältere                         | Triumph des Todes 1562–1563, Öl auf Holz, 117 × 162 cm Madrid, Prado Bildende Kunst AedW II, S. 147ff. Motivgruppe: Krieg | besprochen oder erwähnt: Beschreibung des Gemäldes, Deutung als Sinnbild der Zustände in Europa nach dem Spanischen Bürgerkrieg. |
|                                        | Käthe Kollwitz                                     | Mutter mit Zwillingen 1927/1937, Bronze Berlin, Käthe-Kollwitz-Museum Bildende Kunst AedW II, S. 152 | inhaltlich einbezogen: Die knappe Erwähnung der Künstlerin im Zusammenhang mit Margarete Steffin, „deren Züge an eine Zeichnung von Käthe Kollwitz erinnerten“ stellt einen bildhaften Bezug zu den von ihr dargestellten Arbeiterfrauen her, die als Gegenbild zu Brueghels Duller Griet stehen, wie in dieser Skulptur der bewahrenden Mutter deutlich wird. |
|                                        | Federico García Lorca                              | Romance sonámbulo 1928, Gedicht Bildende Kunst AedW II, S. 153 | erwähnt: „Dieses Grün. Dieses Grün, das Lorca besang …“ |
|                                        | Francisco Sabatini                                 | Pardo-Palast 1772, Schloss Madrid Bauwerk Die nordwestlich von Madrid gelegene ehemalige Sommerresidenz des spanischen Königshauses war reich mit Kunstwerken ausgestattet, ab 1940 diente sie Franco als Residenz. AedW II, S. 153–155 | besprochen oder erwähnt: Beschreibung als Symbol des Feudalismus, das während des Bürgerkriegs von den Internationalen Brigaden besetzt war. |
|                                        | Francisco de Goya                                  | Familie Karl IV. 1800–1801, Öl auf Leinwand, 280 × 336 cm Madrid, Prado Bildende Kunst AedW II, S. 155 | besprochen oder erwähnt: Beschreibung des Gemäldes mit der Frage nach der Bedeutung der Auftraggeber: „Du kennst das Bild (…) auf dem Goya die königliche Familie, vierzehn Figuren, aufgeblasen, hexenhaft, puppenhaft, verdummt und verfettet, in glanzvollen Gewändern, prunkvollen Uniformen festhielt.“ |
|                                        | Bertolt Brecht                                     | Mutter Courage und ihre Kinder 1938/1939, Drama Literatur AedW II, S. 176 | besprochen oder erwähnt: Schilderung der Arbeit an dem Stück durch die Brecht’sche Arbeitsgruppe. |
|                                        | Bertolt Brecht                                     | Das Verhör des Lukullus 1940, Hörspiel Literatur AedW II, S. 177 | besprochen oder erwähnt: Schilderung der Arbeit an dem Stück durch die Brecht’sche Arbeitsgruppe. |
|                                        | Bertolt Brecht                                     | Das Leben des Galilei 1939, Drama Literatur AedW II, S. 177 | besprochen oder erwähnt: Schilderung der Probleme, das Stück zur Aufführung zu bringen. |
|                                        | Hintergrund                                        | Engelbrekt-Aufstand Literatur Der Engelbrekt-Aufstand war ein schwedischer Aufstand gegen den dänischen Unions-König Erich von Pommern unter der Leitung von Engelbrekt Engelbrektsson in den Jahren 1434–1436. AedW II, S. 176f., 227ff. 306ff. Motivgruppe: Widerstand / Erhebung | besprochen oder erwähnt: Der Aufstand war ein Stoff, an dem Brecht im schwedischen Exil zeitweise arbeitete, den er aber schließlich verwarf. Der Ich-Erzähler greift die Geschichte in seiner eigenen schriftstellerischen Entwicklung auf. |
|                                        | Bertolt Brecht                                     | Flüchtlingsgespräche 1941/1949, Prosastücke Literatur AedW II, S. 214 | erwähnt: Aufzählung der Arbeiten Brechts |
|                                        | Jacob Elbfas Maler                                 | Vädersolstavlan (Wettersonnenbild) um 1630, nach einem Gemälde von Urban dem Maler (1535) Stockholm, Nikolaikirche Bildende Kunst Das Gemälde ist die älteste bekannte Darstellung von Stockholm und zeigt die Halo-Erscheinungen, die am 20. April 1535 beobachtet wurden. AedW II, S. 251 | besprochen oder erwähnt: Beschreibung des Bildes im Zusammenhang mit der Darstellung der Arbeit der Brecht’schen Arbeitsgruppe an dem Engelbrekt-Drama. |
|                                        | Franz Kafka                                        | Der Process 1914–1924 (1925), unvollendeter Roman Literatur AedW II, S. 314 | besprochen oder erwähnt: aufgeführt in der umfangreichen Aufzählung der Brecht’schen Bibliothek in einem Kapitel, in der der Ich-Erzähler beim Packen hilft: „Brecht schätzte Kafka, weil dieser sich nicht darum bekümmerte, ob ein Buch seinen Abschluss erhielt. (…) Mit dem Prozess und dem Roman Amerika in der Hand, (…) sagte er, dass eigentlich nur das Fragment die Prägung von Echtheit habe, weil es der innersten Funktion des Produzierens am nächsten käme.“ |
|                                        | Franz Kafka                                        | America 1911–1914 (1927), unvollendeter Roman Literatur AedW II, S. 314 | besprochen oder erwähnt: aufgeführt in der umfangreichen Aufzählung der Brecht’schen Bibliothek in einem Kapitel, in der der Ich-Erzähler beim Packen hilft: „Brecht schätzte Kafka, weil dieser sich nicht darum bekümmerte, ob ein Buch seinen Abschluss erhielt. (…) Mit dem Prozess und dem Roman Amerika in der Hand, (…) sagte er, dass eigentlich nur das Fragment die Prägung von Echtheit habe, weil es der innersten Funktion des Produzierens am nächsten käme.“ |
| Abbildung                              | George Grosz                                       | Das Gesicht der herrschenden Klasse 1921, Zyklus mit 57 politische Zeichnungen Bildende Kunst AedW II, S. 315 | besprochen oder erwähnt: aufgeführt in der umfangreichen Aufzählung der Brecht’schen Bibliothek in einem Kapitel, in der der Ich-Erzähler beim Packen hilft. |
|                                        | Urban Hjärne 1641–1724 Dichter und Wissenschaftler | Rosimunda 1665, Schauspiel Literatur Rosimunda ist ein Stoff der auf das Leben und die darum entstandene Sage der Langobardenkönigin Rosimunda zurückgeht. Sie war die Tochter des Gepidenkönigs Kunimund und die zweite Frau des Langobardenkönigs Alboin, den sie am 28. Juni 572 oder 573 ermorden ließ. AedW III, S. 19 | besprochen oder erwähnt: Beschreibung der Reisen des Dichters und seines Schauspiels, während der Ich-Erzähler in Sorge um die Gesundheit seiner Mutter in Gedanken an die eigene Kindheit abschweift. |
|                                        | Mittelalter                                        | Lovö kyrka 12. und 13. Jahrhundert, Kirche Lovön bei Stockholm Bauwerk AedW III, S. 66, 83f., 177 | besprochen oder erwähnt: Darstellung und Beschreibung einiger Details aus dieser mittelalterlichen Kirche in einer Szene des Romans, in der Lotte Bischof Herbert Wehner in dieser Kirche trifft. |
|                                        | Burchard Precht 1661–1738 Bildhauer und Schnitzer  | Kanzel in Lovö kyrka um 1700 Lovön bei Stockholm Bildende Kunst AedW III, S. 84 | besprochen oder erwähnt: Erwähnung in einer Szene des Romans, in der Lotte Bischof Herbert Wehner in der Lovö kyrka trifft. |
|                                        | Johann Sylvius 1620–1695 Maler                     | Fresken in Lovö kyrka um 1690 Lovön bei Stockholm Bildende Kunst AedW III, S. 84 | besprochen oder erwähnt: Erwähnung in einer Szene des Romans, in der Lotte Bischof Herbert Wehner in der Lovö kyrka trifft. |
|                                        |                                                    | Angkor Wat Tempelanlagen, um 1300 Angkor, Kambodscha Bauwerk Das unter der Herrschaft von Suryavarman II. errichtete Bauwerk ist das größte Heiligtum Indochinas und dem Gott Vishnu gewidmet. Im Innern befinden sich farbige und mit Blattgold verzierte Reliefs, die auf 1088 Quadratmetern historische Schlachten und mythologische Szenen darstellen. AedW I 75, 352 AedW III, S. 97–109 | ausführlich besprochen: beschrieben wird im Roman das Relief der Südgalerie Die Königliche Parade anhand der eine Auseinandersetzung um herrscherliches Machtbewusstsein und eingeforderter Gehorsam geführt wird. |
|                                        | Albrecht Dürer                                     | Melencolia I 1514, Kupferstich, 23,9 × 18,8 cm Bildende Kunst Die Melencolia ist einer der drei sogenannten Meisterstiche Albrecht Dürers, er gilt als sein rätselhaftestes Werk und zeichnet sich durch eine komplexe Ikonographie und Symbolik aus. AedW III, S. 132ff. | besprochen oder erwähnt: Beschreibung und Deutung der Graphik und von dem Ich-Erzähler in den Zusammenhang gestellt mit der Krankheit der Mutter: „Umgeben von Dingen des Forschens, des Bauens und des letzten Erkundens war sie hervorgegangen aus einer kindlichen Existenz, in ihr schloss sich, was unserm Denken unergründlich schien.“ Das Bild fand bereits im ersten Teil des Romans Erwähnung, als es dem Blatt Der verlorene Sohn von Dürer gegenübergestellt wurde. |
|                                        | Mittelalter                                        | Totentanz um 1500, Fresken Berlin, Marienkirche Bildende Kunst Das Totentanzfresko in der Turmhalle Marienkirche ist eines der bedeutendsten erhaltenen mittelalterlichen Kunstwerke Berlins und zeigt auf 22,6 Metern Länge und 2 Metern Höhe einen Reigen aus geistlichen und weltlichen Ständevertretern mit jeweils einer Todesgestalt. AedW III, S. 169–171 | besprochen oder erwähnt: Beschreibung in einer Szene, in der die Protagonisten in der Kirche Schutz vor einem Bombenangriff suchen, und Sinnbild der folgenden Darstellung der Hinrichtung und Ermordung von Widerstandskämpfern im nationalsozialistischen Deutschland. |
|                                        | Hintergrund                                        | Konstnärer i landsflykt (Künstler im Exil) 1944, Ausstellung, Stockholm Bildende Kunst AedW I, S. 252 | besprochen oder erwähnt: Darstellung der Gründung eines Kulturbunds in Schweden, der Organisation einer Ausstellung und Aufzählung der beteiligten Künstler. |
|                                        | Antike                                             | Der fehlende Herakles Detail im Pergamonaltar Bildende Kunst AedW III, S. 267f | besprochen oder erwähnt: Schlussdarstellung des Romans: „(…) und ein Platz im Gemenge würde frei sein, die Löwenpranke würde dort hängen, greifbar für jeden, und solange sie unten nicht abließen voneinander, würden sie die Pranke des Löwenfells nicht sehn, und es würde kein Kenntlicher kommen, den leeren Platz füllen, sie müßten selber mächtig werden dieses einzigen Griffs, dieser weit ausholenden und schwingenden Bewegung, mit der sie den furchtbaren Druck, der auf ihnen lastete, endlich hinwegfegen könnten.“ |

### Möglichkeiten der Sortierung
Die hier aufgeführten Kunstwerke und Hintergründe sind weitgehend in der Reihenfolge ihres Auftretens im Buch angeordnet. Ausnahmen bilden Motive, die nach einer kurzen Erwähnung auf späteren Seiten eine genauere Beschreibung erfahren. Mit Anklicken des Pfeils in den Tabellenüberschriften kann die Liste folgendermaßen anders sortiert werden:
- Über die Spalte Abbildung / Chronologie lassen sich die Werke in der chronologischen Reihenfolge ihrer Entstehung sortieren. Werke, deren Abbildungen urheberrechtlich geschützt sind, können in der Regel mit einem Link erreicht werden.
- Die Namen der Künstler lassen sich in alphabetischer Reihenfolge anzeigen. Dadurch können auch Besprechungen und Werke der einzelnen Künstler zusammengeführt werden.
- Über die Spalte Werk / Einordnung lassen sich die Angaben nach folgenden Themenbereichen und in ebendieser Reihenfolge sortieren:

1. Bauwerk (die hier von der Bildenden Kunst gesondert unterteilt sind)
2. Bildende Kunst
3. Darstellende Kunst (nicht vertreten)
4. Literatur
5. Musik
6. Mythologie

Die Werke der Bildenden Kunst werden zudem weiter teilweise nach Motivgruppen sortiert, soweit diese zugeordnet sind und zwar in der Reihenfolge:
1. Arbeit / Arbeiter und Proletariat
2. (Betlehemitischer) Kindermord
3. Krieg
4. Schreckensbilder
5. Widerstand / Erhebung

Die in dieser Spalte aufgeführten Seitenangaben unter der Abkürzung AEdW I bis III beziehen sich auf die Taschenbuchausgabe, die nach Bänden paginiert ist.
- Mit der Spalte Im Roman können die Eintragungen nach ihrer Bedeutung innerhalb des Romans sortiert werden:

1. ausführlich besprochen
2. besprochen oder erwähnt
3. beispielhaft aufgezählt
4. inhaltlich einbezogen (in diesem Fall ist das Werk nicht ausdrücklich benannt, sondern ergibt sich aus dem Kontext)